# Greifswald
Greifswald (Nedersaksisch: Griepswohld; Archaïsch Nederlands: Griepswoude) is een gemeente in de Duitse deelstaat Mecklenburg-Voor-Pommeren. Sinds 2011 maakt de stad als Kreisstadt deel uit van de Landkreis Vorpommern-Greifswald. Tot dan was het een kreisfreie stad. Greifswald telde op de peildatum van de meest recente statistiek (31-12-2020) 59.282 inwoners. De stad maakte vroeger deel uit van de Hanze. Greifswald heeft vooral een regionale functie. In de stad is sinds 1456 de Universiteit Greifswald gevestigd, een van de oudste universiteiten in Europa.

## Stadsindeling
Greifswald bestaat officieel uit 8 stadsdelen (Gemarkungen), overeenkomstig onderstaand kaartje.

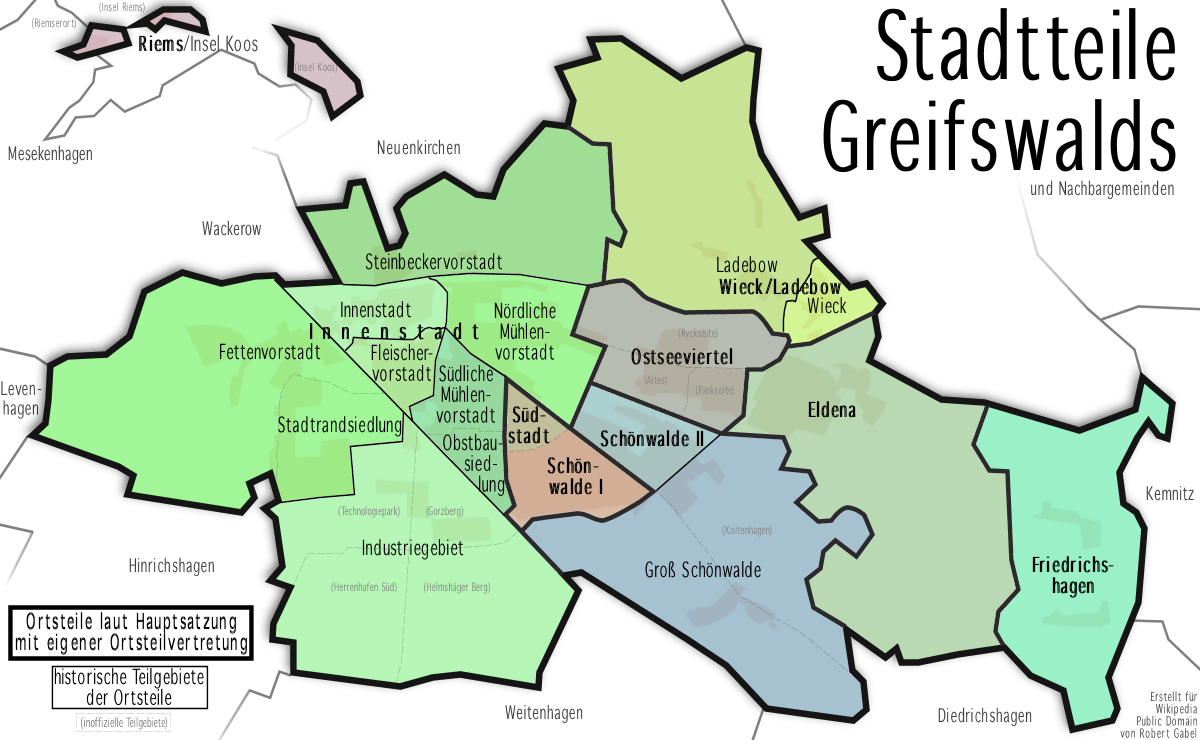
De stadsdelen van Greifswald

## Geografie,  infrastructuur

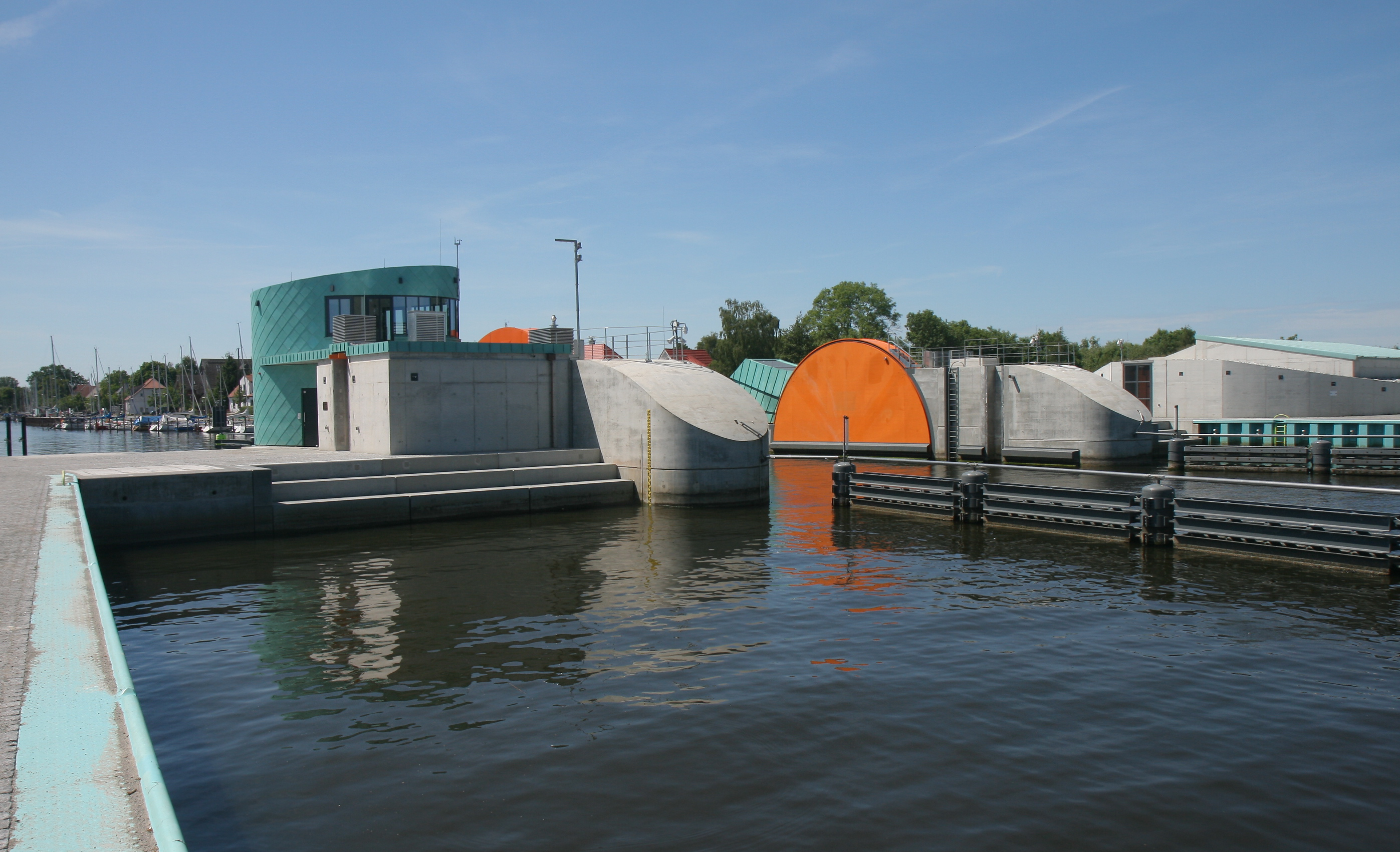
Stormvloedkering bij de monding van de Ryck in de Oostzee
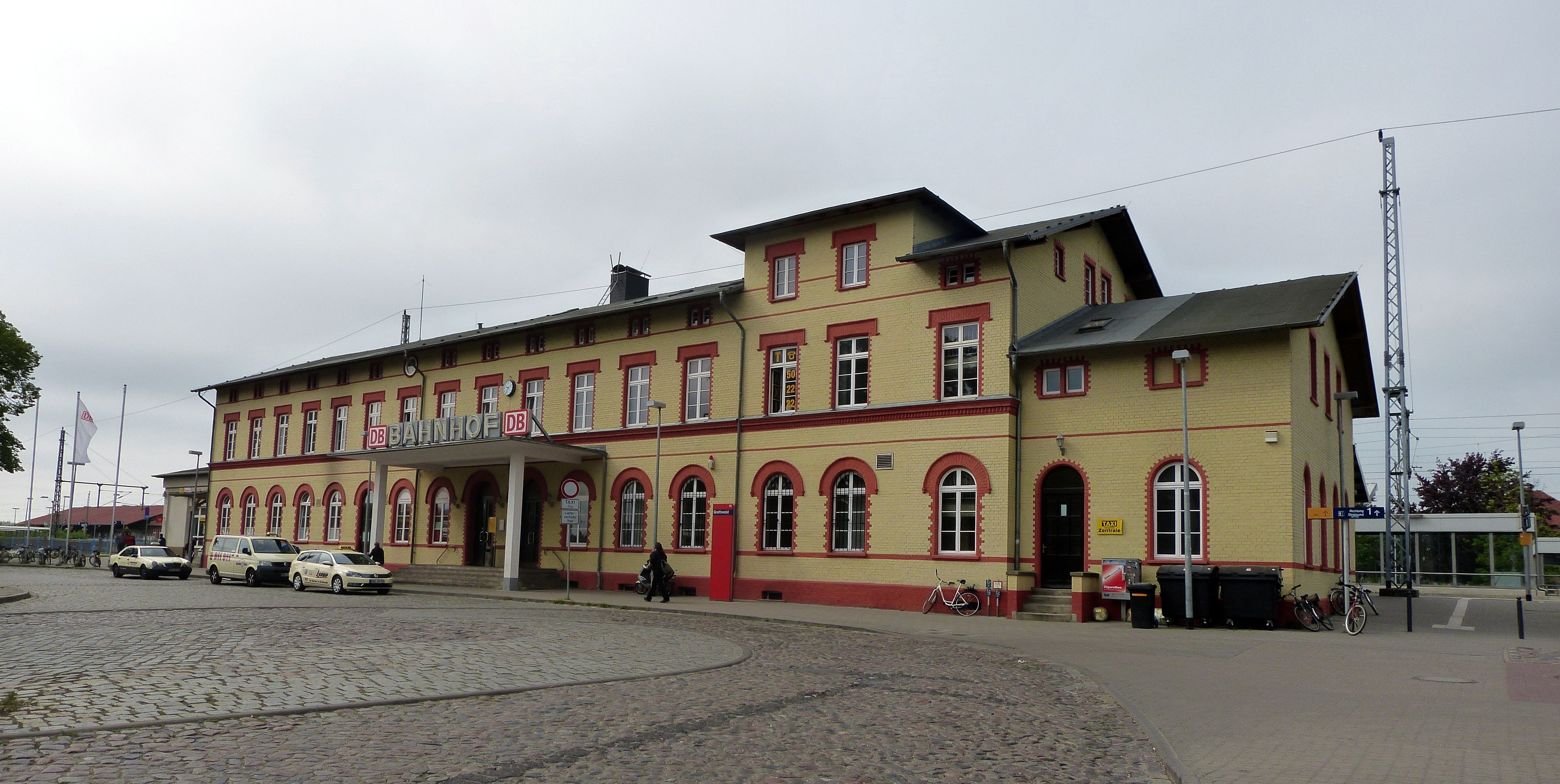
Station
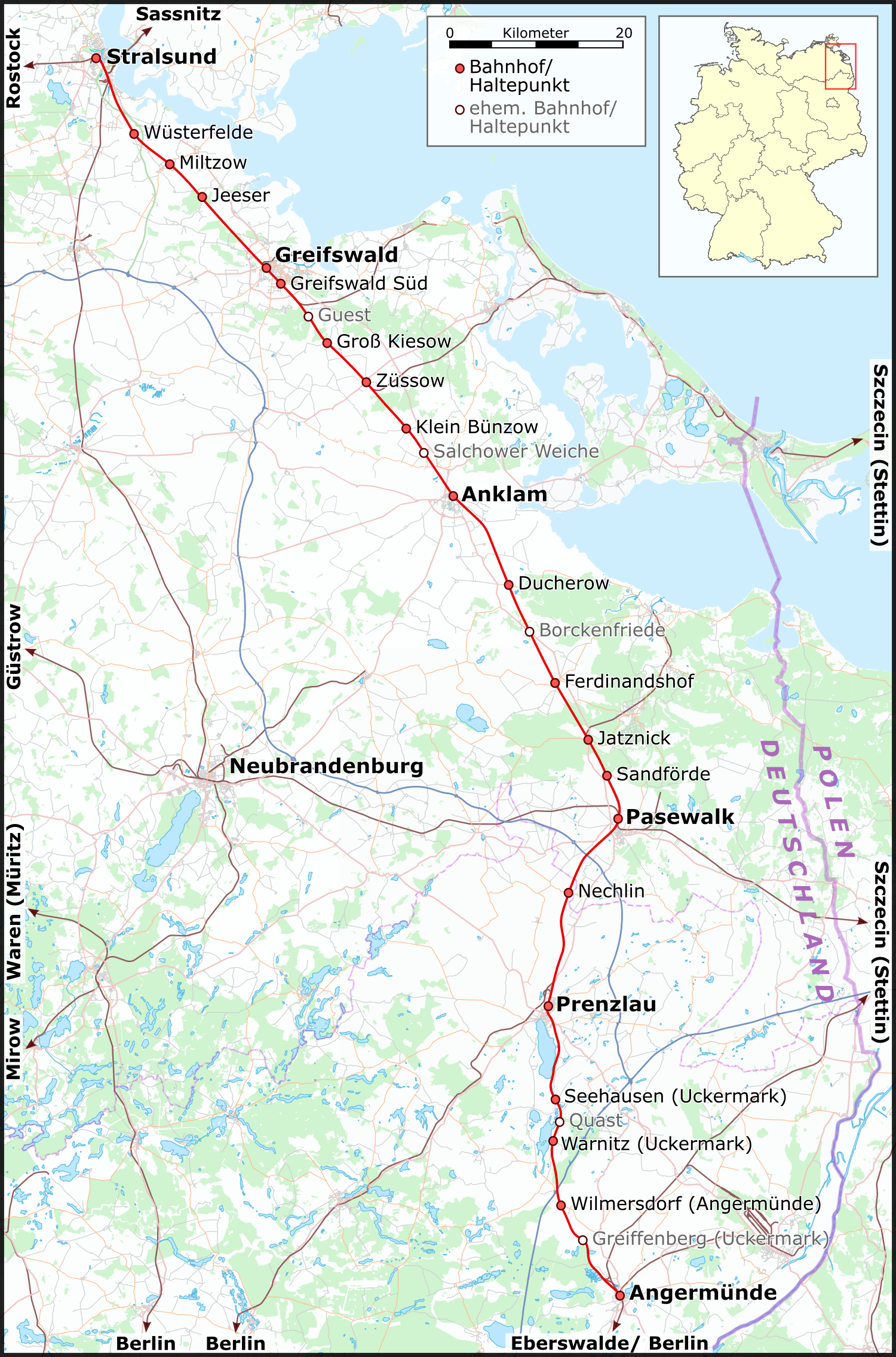
Trajectkaart spoorlijn Angermünde - Stralsund

Greifswald ligt in het noordoosten van Duitsland,  slechts enkele kilometers ten zuiden van de Oostzeekust. De stad heeft een haven, die voornamelijk voor de pleziervaart gebruikt wordt (o.a. zeegaande zeil- en motorjachten).
De belangrijkste verkeerswegen in en nabij Greifswald zijn de Autobahn A 20 en de, in een bocht zuidelijk om de stad heen lopende, Bundesstraßen B105 en B109 (die op afrit 25, 9 km ten westen van de stad, de A20 kruist).
Greifswald beschikt ten zuidwesten van het centrum over een station aan de spoorlijn Angermünde - Stralsund, en 2½ km verder zuidoostwaarts aan deze lijn nog over een halte (Greifswald Süd). Het treinstation werd tussen 2006 en 2010 ingrijpend gemoderniseerd. Een klein net van stadsbussen verbindt het centrum met de buitenwijken.
Door de stad loopt een riviertje  met de van oorsprong Slavische naam Ryck, waarvan 5 km bevaarbaar is.

### Buurgemeentes
In de richting van de wijzers van de klok, beginnend in het noorden:
- Mesekenhagen
- Neuenkirchen
- Loissin
- Kemnitz
- Weitenhagen
- Hinrichshagen
- Levenhagen
- Wackerow.

Al deze gemeentes maken deel uit van de Landkreis Vorpommern-Greifswald.

## Economie

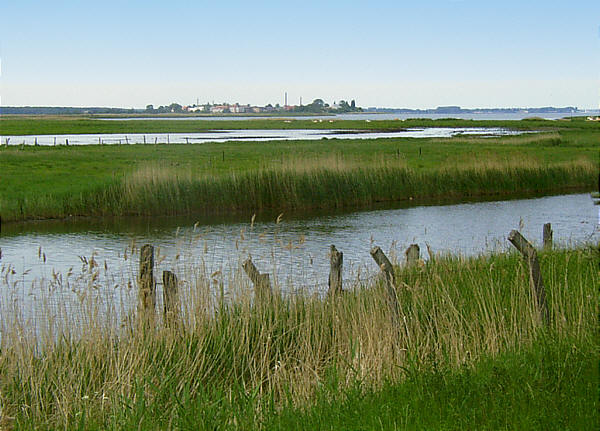
Gezicht op het eiland Riems, waar het Friedrich-Löffler-Institut staat
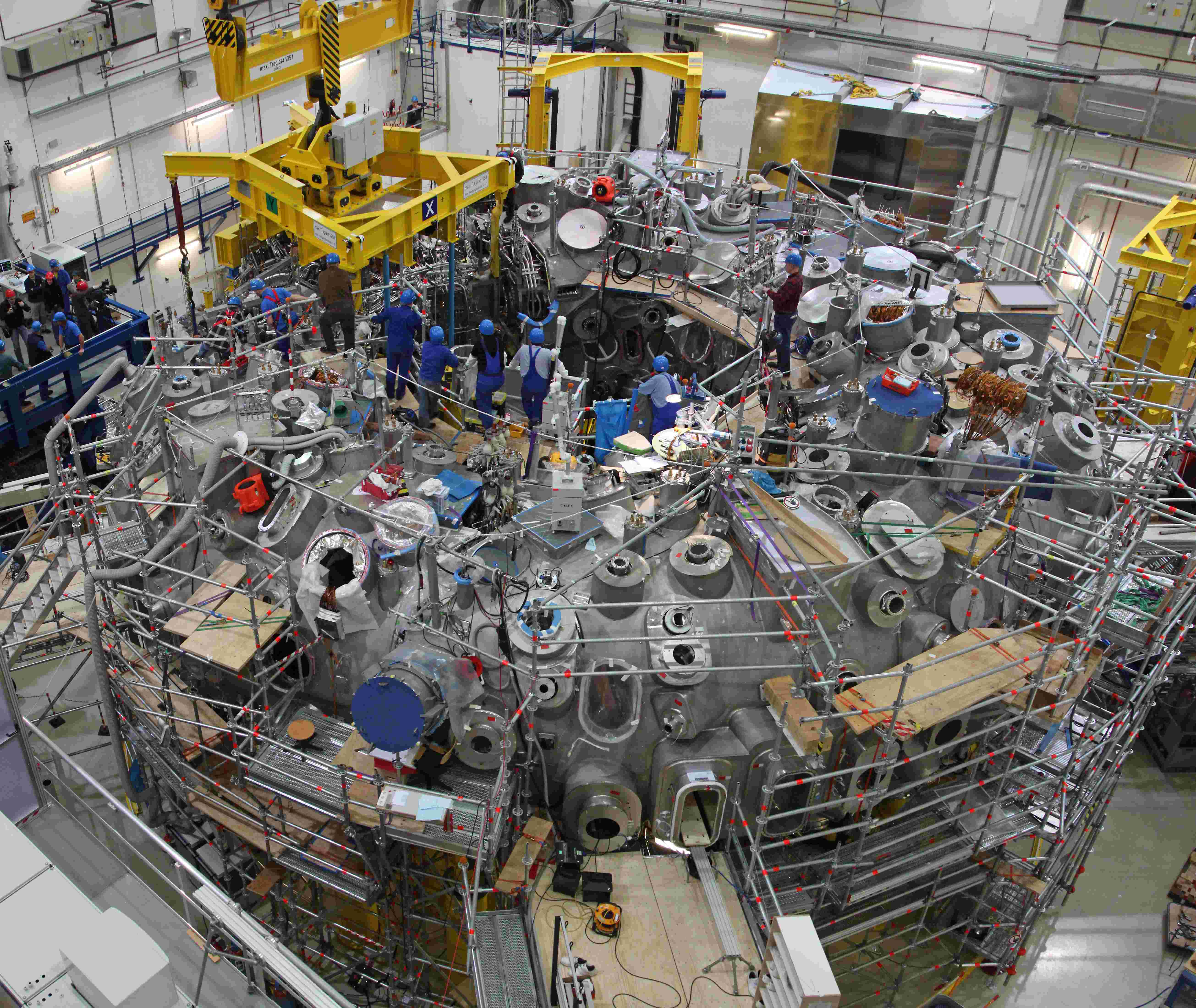
Interieur kernfusiereactor Wendelstein 7-X
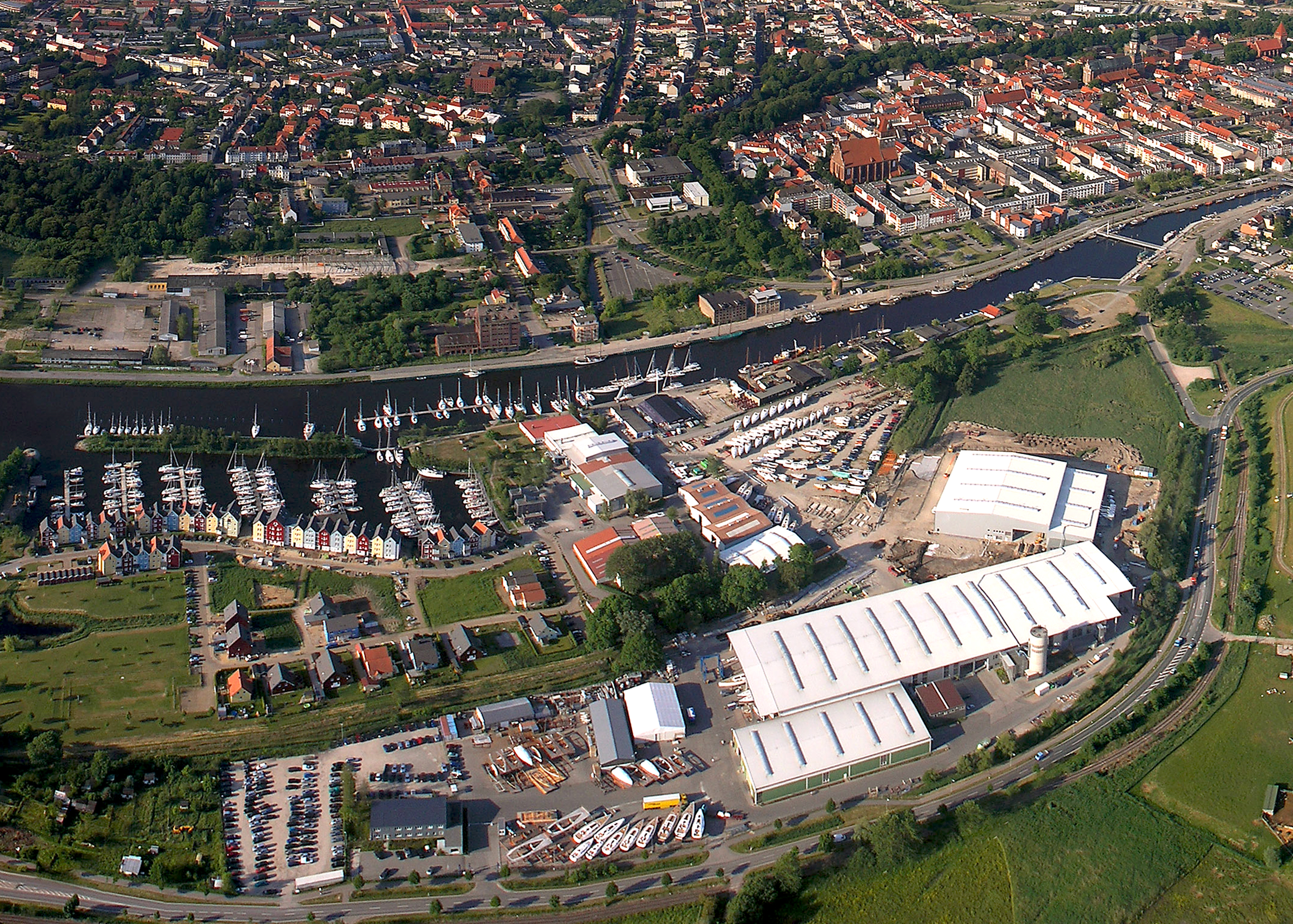
Scheepswerf HanseYachts
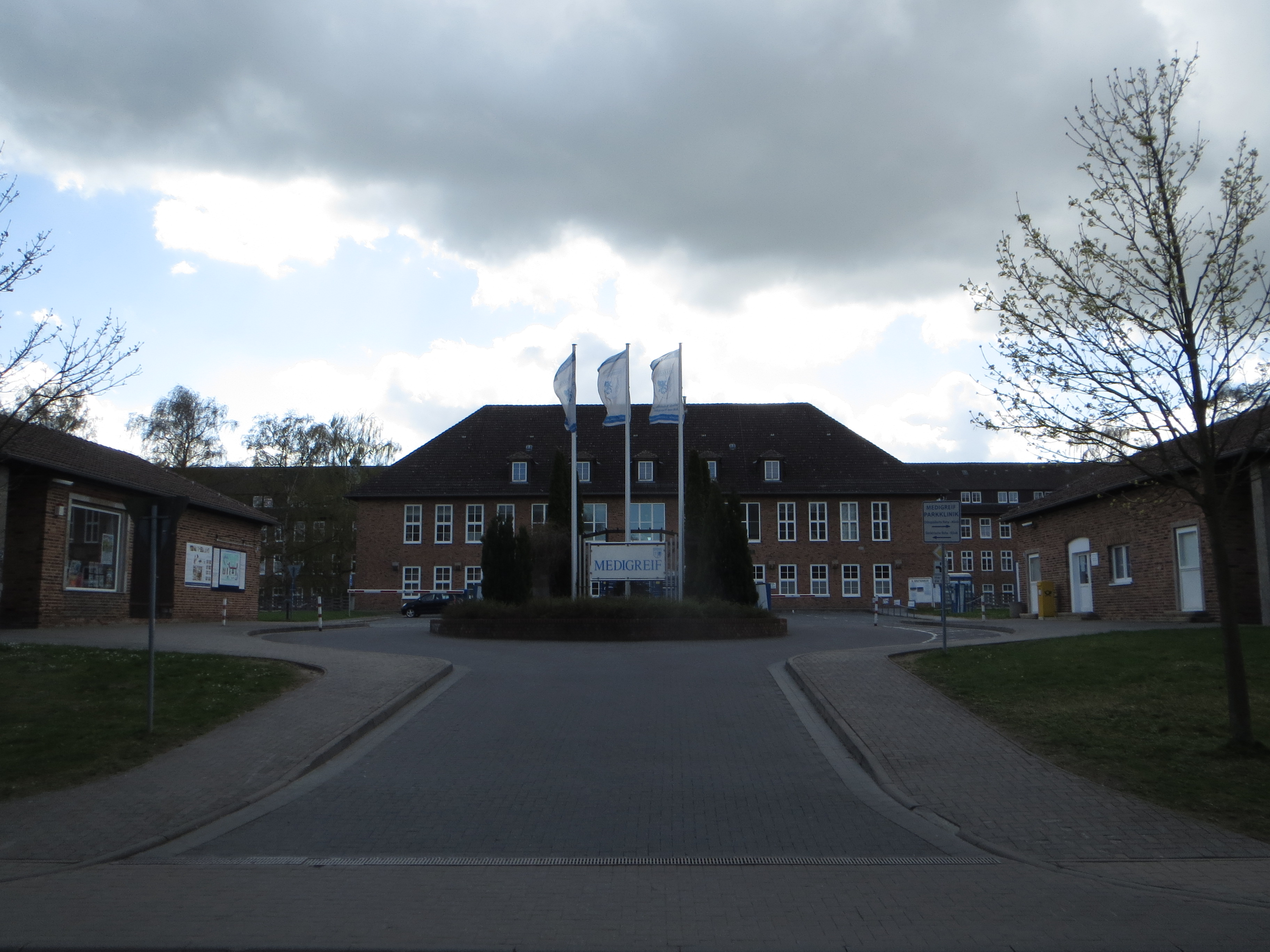
Hoofdvestiging Medigreif

Van groot belang voor de economie van Greifswald is de aanwezigheid van de universiteit, met een complex universitaire ziekenhuizen, waar alleen al meer dan 4.000 mensen werken. Met de universiteit verbonden is de stad ook zetel van het toonaangevende, onder de Duitse nationale overheid ressorterende, wetenschappelijke instituut Friedrich-Löffler-Institut, dat op het afgelegen, tot de stad behorende eiland Riems ligt. Het instituut, dat het belangrijkste onderdeel is van het Bundesforschungsinstitut für Tiergesundheit, houdt zich bezig met onderzoek naar o.a. besmettelijke en gevaarlijke dierziekten, zoals vogelgriep en mond-en-klauwzeer, en is om veiligheidsredenen moeilijk toegankelijk (Biosafety level 4). 
Daarnaast herbergt Greifswald enige onderzoeksinstituten (o.a. het door het Max-Planck-Instituut voor Plasmafysica geëxploiteerde kernfusielaboratorium Wendelstein 7-X) op het gebied van de plasmafysica, alsmede een groothandel in en een fabriek van geneesmiddelen. Deze laatste is een filiaal van het internationale concern Esteve, en is eveneens op het eiland Riems gevestigd. 
Zeewaardige jachten worden te Greifswald gebouwd op de scheepswerf HanseYachts.
Medigreif is een concern, dat in de wijde omgeving van Greifswald op commerciële basis ziekenhuizen en andere instellingen op het gebied van de gezondheidszorg (inclusief opleidingen) exploiteert. Het is gevestigd in een groot, voormalig militair hospitaal.
Greifswald is, vanwege haar gunstige ligging aan zee, een centrum van watersporttoerisme; ook de historische binnenstad trekt veel toeristen.
Dichtbij Greifswald komen twee aardgaspijplijnen van Nord Stream aan land. Met de levering van Russisch aardgas werd op 8 november 2011 begonnen. De pijplijnen liggen op de bodem van de Oostzee en beginnen bij de Russische plaats Vyborg (ten noordwesten van Sint-Petersburg).

## Geschiedenis

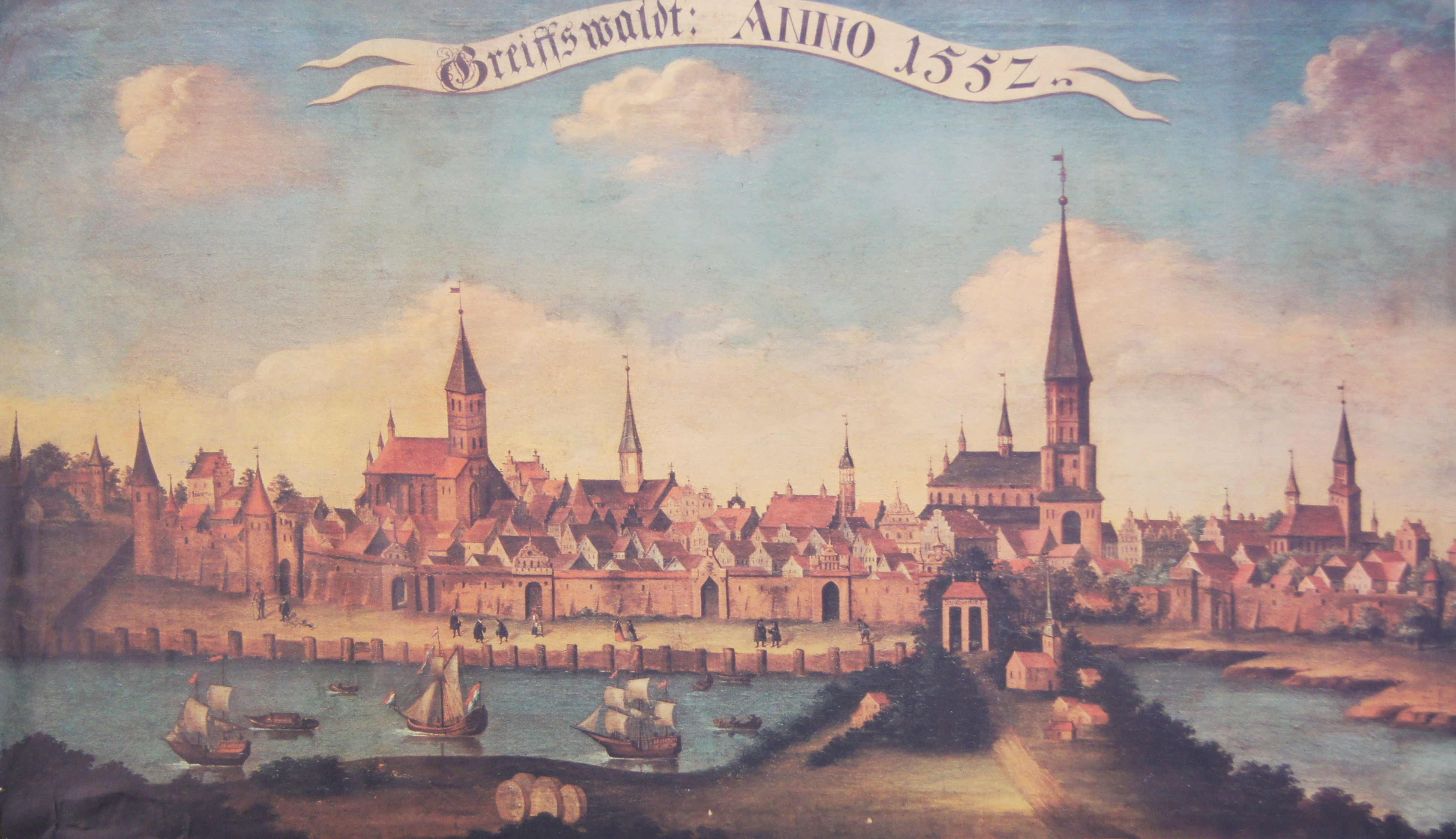
Gottlieb Giese, begin 19e eeuw: Impressie van een gezicht op Greifswald anno 1552
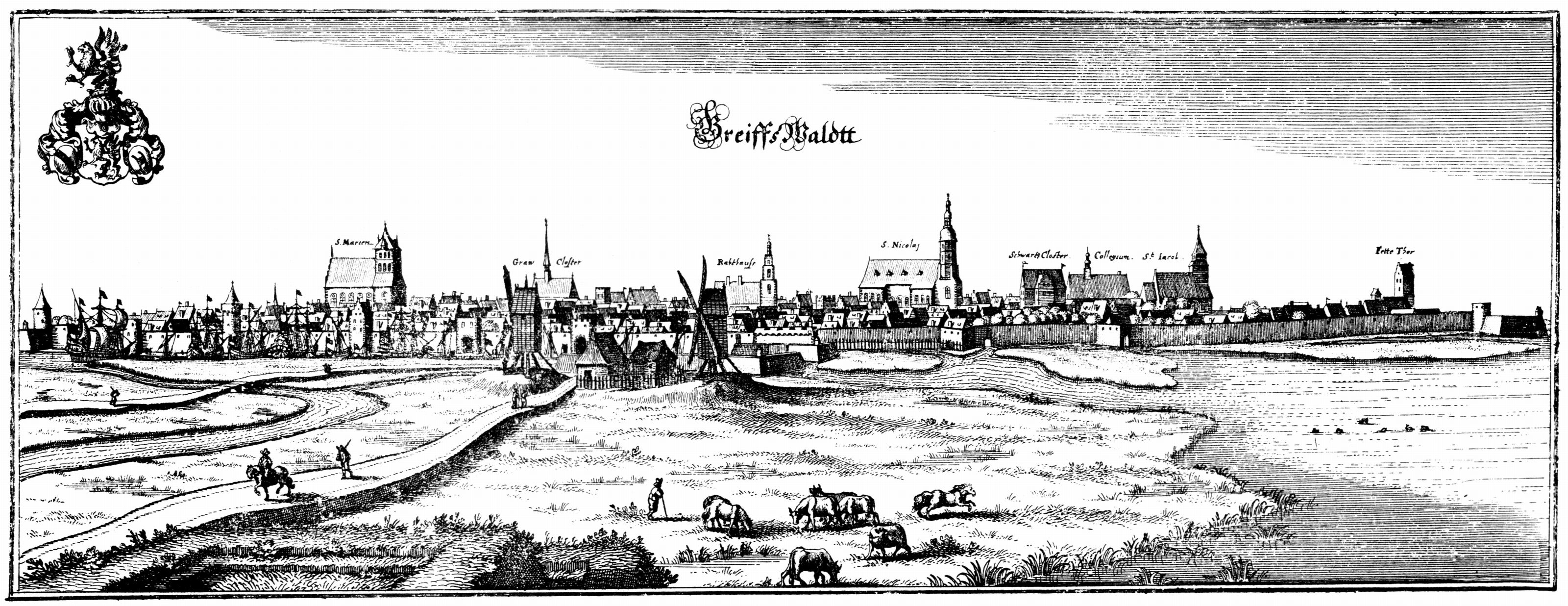
Merian-prent (1652) van Greifswald
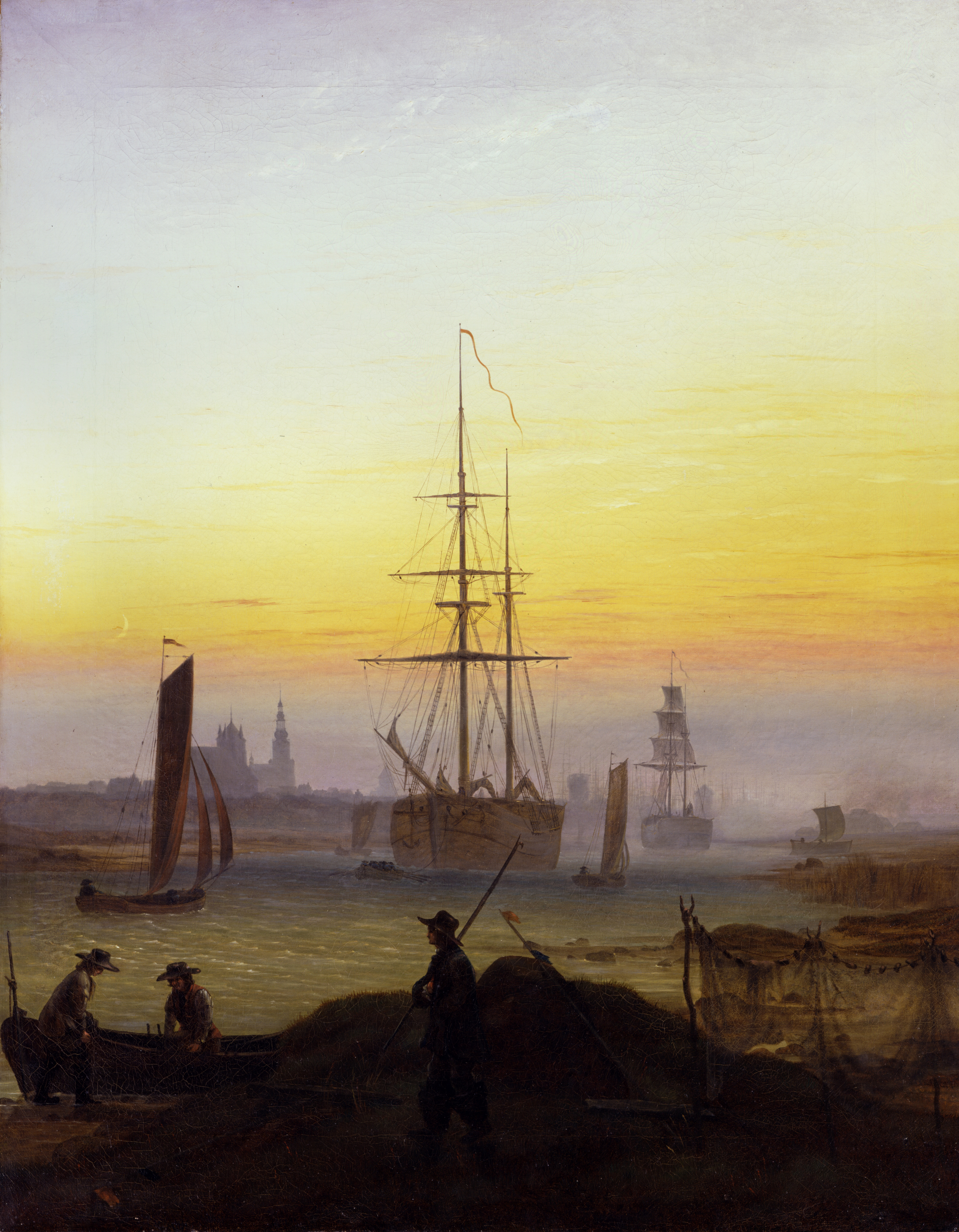
Caspar David Friedrich: De haven van Greifswald, plm. 1819
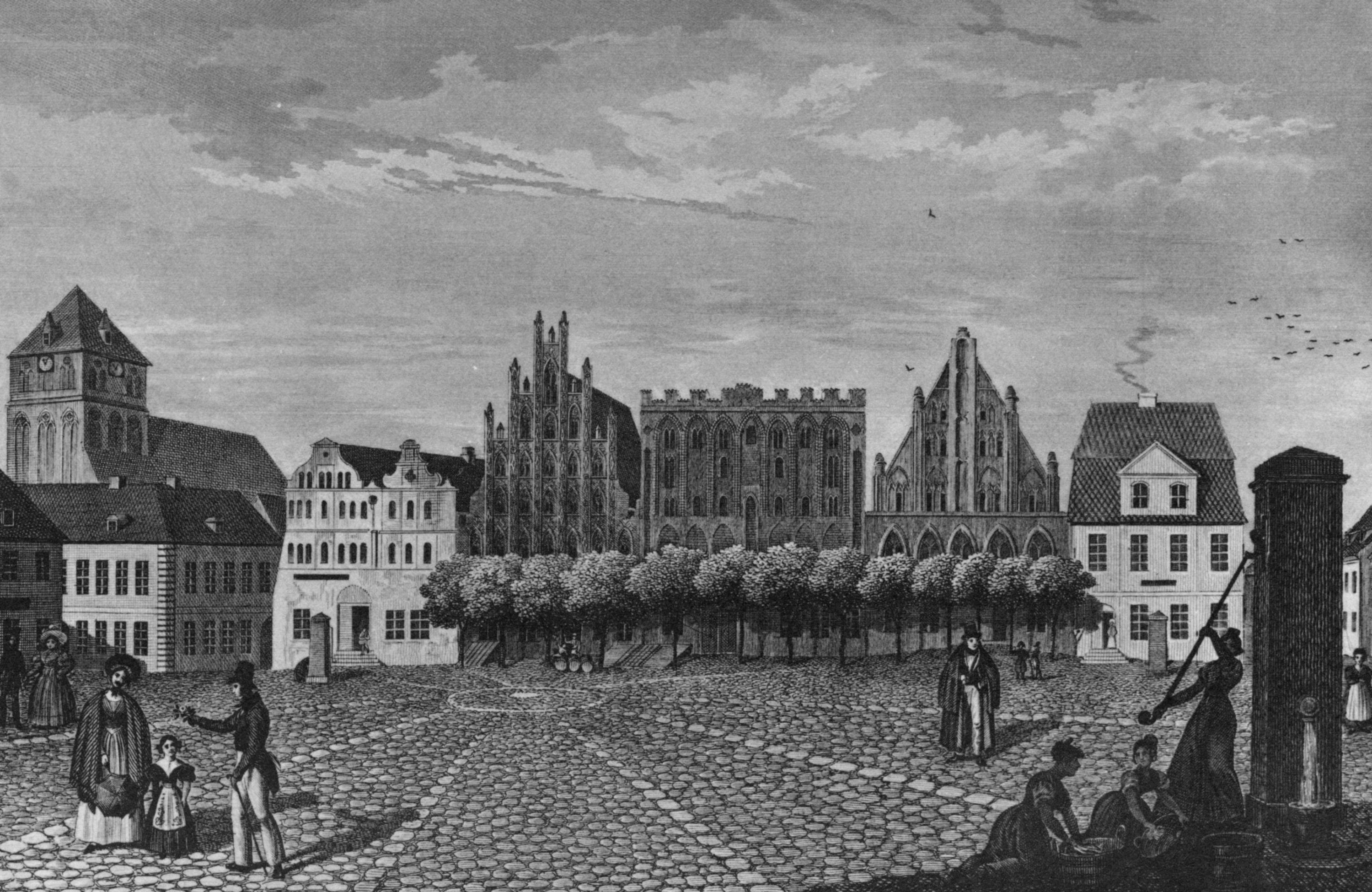
Marktplein te Greifswald, prent, ca. 1840
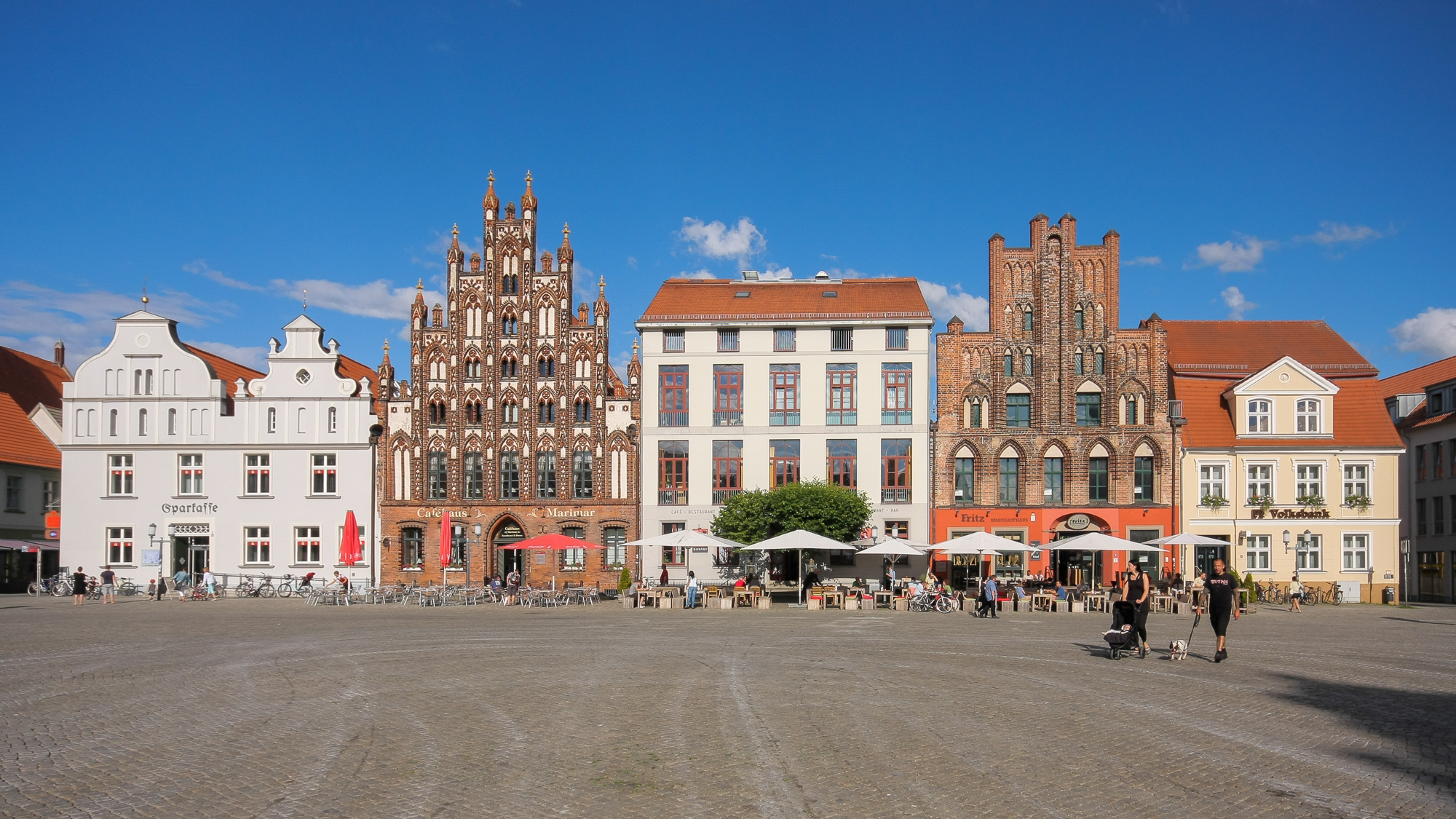
Marktplein te Greifswald, foto uit 2013

In 1199 werd aan het riviertje Hilda, hetzelfde als de huidige Ryck, een monnikenklooster gesticht van de cisterciënzers. Al spoedig ontdekte men bij het klooster zouthoudende bronnen; zout was in die tijd zeer begeerd als conserveermiddel, en dus waardevol. De naam van het klooster werd later verbasterd tot Eldena. 
Greifswald ontstond dichtbij dit klooster in de 12de eeuw en ontwikkelde zich tot een centrum van zoutziederijen en havenplaats. Het werd door Wartislaw III uit het Huis Greifen, hertog van Pommeren van het klooster in leen verkregen, en ontving van deze hertog in 1250 stadsrechten. 
In 1278 werd de stad voor het eerst vermeld in een oorkonde als lid van de Hanze. In 1359 en 1361 vonden er Hanzedagen plaats. Greifswald lag tot 1618 in het Hertogdom Pommeren. Dit hertogdom werd in de middeleeuwen geregeerd door het Huis Greifen. Dit geslacht had een griffioen (Duits: Greif) in het familiewapen. Mede om deze reden voert Greifswald, waarvan de naam ook griffioen-woud betekent, dit fabeldier ook in het stadswapen.
De haven verloor aan belang in de 14de en 15de eeuw doordat deze verzandde en Greifswald nu iets verder van de zee kwam te liggen. In 1452 verleende hertog Wartislaw IX van Pommeren aan vier steden, waaronder Greifswald, extra handelsprivileges, het zogenaamde Goldene Privileg, wat de economie van de stad weer ten goede kwam.
In 1531 kwam een lutherse prediker, Johannes Knipstro, naar Greifswald en voerde er de Reformatie door. Sedertdien zijn verreweg de meeste christenen in Greifswald evangelisch-luthers. In 1561 werd het voormalige franciscanenklooster als lutherse gelehrte Schule in gebruik genomen.
Na veel oorlogsleed in de Dertigjarige Oorlog (1618-1648) te hebben doorstaan, waaronder een verovering, moord- en plunderpartij in 1627 door keizerlijke soldaten van Albrecht von Wallenstein, een pestepidemie en een gewelddadige verovering door Zweedse troepen in 1631, kwam de verarmde en deels ontvolkte stad voor lange tijd onder Zweeds bewind (zie: Zweeds-Pommeren). In de 18e eeuw werd Greifswald nog door enkele rampen getroffen: stadsbranden in 1713 en 1736, oorlogsgeweld in 1712-1713 (zie: Grote Noordse Oorlog), en de ontploffing van een kruitmagazijn in 1758.
Na een voor de stad nadelige bezetting (1807-1810 en 1812-1813) door Frankrijk en de val van Napoleon, kwam Pommeren, waar de stad deel van uitmaakte,  in 1815 onder Pruisische heerschappij. In de 19e eeuw bereikte de industriële revolutie Greifswald. Met name na de aanleg van een straatweg naar Berlijn in 1836 en een spoorlijn in 1863 (met reparatiewerkplaats voor spoorwegmaterieel, die tot 1926 bestond) ontstonden er fabrieken, rederijen en scheepswerven voor grote zeilschepen, terwijl ook het toerisme naar de nabijgelegen badplaatsen aan de Oostzeekust op gang kwam.  In 1872 werd de laatste zoutziederij van Greifswald gesloten. In 1939 werden Wieck en Eldena stadsdelen van Greifswald. Hierdoor kwam de stad weer aan de zee te liggen en de stad telde nu 37.000 inwoners. 
De kleine, Joodse gemeente, die in 1871 ontstond, werd reeds vanaf 1933 geplaagd door antisemitisme. Onder andere de studentenverenigingen van de Universiteit Greifswald waren op dit punt berucht. De joden werden, voor zover zij niet hadden weten te emigreren, door de nazi's vanaf de Kristalnacht van november 1938 tot 1945 ten dode toe vervolgd, en een joodse gemeenschap bestaat sinds 1945 in Greifswald niet meer. Op 30 april 1945 besloot de plaatselijke militaire commandant, Rudolf Petershagen, die de Slag om Stalingrad zwaargewond had overleefd, tot onvoorwaardelijke overgave aan het oprukkende Rode Leger van de Sovjet-Unie. 
De stad kwam hierdoor ongeschonden uit de Tweede Wereldoorlog maar verloor toch de helft van de historische gebouwen tijdens de DDR-tijd toen veel van deze gebouwen afgebroken werden en vervangen werden door Plattenbau. Vanaf 1956 werd de stad door verscheidene nieuwbouwwijken ten zuiden en oosten van de binnenstad uitgebreid. Tegen het einde van de DDR-periode, in 1988, had Greifswald circa 68.500 inwoners.
De daling van het aantal inwoners, die bijvoorbeeld in Neubrandenburg tussen 1989 en 2020 30% bedroeg, werd in Greifswald deels tenietgedaan, doordat de universiteit na de Duitse hereniging gemoderniseerd en uitgebreid werd, en belangrijke wetenschappelijke instituten naar de stad trokken. Ook het toerisme als bron van werkgelegenheid deed mensen naar Greifswald trekken.

## Bezienswaardigheden,  recreatie,  toerisme
- De historische binnenstad is, ondanks de nodige afbraak  in de periode 1950  tot 1980,  vrij goed bewaard gebleven. Onder andere de Marktplatz, het marktplein, vertoont een fraai  historisch stadsbeeld. Ook de middeleeuwse stadsmuur is ten dele bewaard gebleven.
- In de binnenstad staan enige middeleeuwse kerkgebouwen, waarvan  de Mariakerk , de Jacobikerk en de Dom van Greifswald de belangrijkste zijn. Door rampen en de Franse bezetting onder Napoleon is van de kerkinterieurs in al deze bedehuizen van vóór 1815 maar weinig bewaard gebleven.
- Greifswald koestert de herinnering aan zijn grootste zoon, de kunstenaar Caspar David Friedrich. Onder andere het Pommersche Landesmuseum bezit werk van zijn hand. Dit museum is echter ook bezienswaardig vanwege andere onderdelen van zijn collectie, waaronder schilderijen van andere beroemde meesters en enkele 16e-eeuwse wandtapijten. 
  - Het Caspar-David-Friedrich-Zentrum aan de  Lange Straße  houdt zich bezig met de bevordering en verspreiding van, en het onderzoek naar Friedrichs soms moeilijk te interpreteren werk. Er is een bescheiden galerie  en bezoekerscentrum aanwezig.
  - Er is een 18 km lange wandelroute Caspar-David-Friedrich-Bildweg uitgezet, die 15 markante punten aandoet, die met Friedrich en zijn oeuvre verband houden.
- Niet ver van de stad bevindt zich de schilderachtige kloosterruïne  Eldena, die door Friedrich en andere kunstenaars diverse malen werd geschilderd.  Friedrich beeldde deze zelfs af tegen de achtergrond van een geheel ander landschap.
- Greifswald bezit een museumhaven, waar o.a.  talrijke historische zeilschepen voor anker liggen. Grote zeiljachten worden in de stad nog steeds gebouwd.
- De omgeving van de stad is rijk aan natuurgebieden,  o.a. langs de kust van de Oostzee. Greifswald ligt halverwege de toeristisch aantrekkelijke eilanden Rügen en Usedom.
- De stad heeft een botanische tuin, die bij de universiteit hoort, en een kleine dierentuin.

## Partnersteden
Greifswald onderhoudt stedenbanden (jumelages) met:
- Kotka in Finland (sinds 1959)
- Osnabrück in Nedersaksen, Duitsland (sinds 1988)
- Lund in Zweden (sinds 1990)
- Hamar in Noorwegen, sedert 1997.

Na 2000 kwamen daar nog bij:
- Newport News , Virginia, in de Verenigde Staten
- Gollnow, in Polen
- Stettin, eveneens  in Polen.

Er zijn ook vriendschappelijke betrekkingen (Städtefreundschaften) met de volgende plaatsen:
- Bryan/College Station, Texas, USA, sedert 1994)
- Pomerode in Brazilië (sedert 2001)
- Tartu in Estland (sedert 2006)
- Benxi in China (sedert 2015)
- Anatoliki Samos, op het eiland Samos in Griekenland (sedert 2015)
- Vyborg (Выборг) in Rusland (sedert 2018)
- Drohobytsj (Дрогобич) in Oekraïne (sedert 2019)

## Bekende personen in relatie tot de gemeente

### Geboren in Greifswald
Vanaf de 16e tot en met het begin van de 19e eeuw bracht Greifswald talrijke regionaal belangrijke juristen voort.
- Heinrich Rubenow (* circa 1400; † 31 december 1462 in Greifswald), evenals eerder zijn grootvader, burgemeester van Greifswald, en volgens de meeste deskundigen in 1456 de stichter van de Universiteit Greifswald; te zijner ere staat vóór de universiteitsgebouwen een in 1856 opgericht monument.
- Caspar David Friedrich (1774-1840), schilder en tekenaar (romantiek)
- Gottlieb Giese (* 17 november 1787 in Greifswald; † 3 april 1838 ibidem) schilder en tekenaar
- Johann Karl Rodbertus (1805-1875), socialist en econoom
- Mite Kremnitz, geboren Marie Charlotte Bardeleben (pseudoniemen: „George Allan“, „Dito und Idem“) (* 4 januari 1852; † 18 juli 1916 te Berlijn), Duits schrijfster en dichteres. Zij werd bekend, omdat zij vanaf 1881 bevriend was met de koningin van Roemenië, Elisabeth zu Wied (1843-1916) en samen met haar enige werken schreef onder het pseudoniem Dito und Idem; belangrijk is haar vertaling in het Duits van een deel van het oeuvre van de beroemde Roemeense dichter Mihai Eminescu.
- Heinrich Zimmer (6 december 1890 – 20 maart 1943), indoloog (onderzoeker van Hindoeïstische mythologie), beïnvloedde zijn bekendere Amerikaanse vakgenoot Joseph Campbell
- Hans Fallada (1893-1947), schrijver
- Wolfgang Koeppen (1906–1996), schrijver
- Christoph Caskel (1932-2023), slagwerker en docent
- Josef Sommer (1934), acteur
- Joachim Dreifke (26 december 1952), voormalig Oost-Duits roeier
- Ulrich Kons (3 februari 1955), voormalig Oost-Duits roeier
- Caren Metschuck (27 september 1963), voormalig Oost-Duits zwemster
- Robin Szolkowy (14 juli 1979), kunstschaatser
- Judith Schalansky (1980), schrijfster
- Toni Kroos (1990), voetballer (Duits elftal en Real Madrid)
- Felix Kroos (1991), oud-voetballer, broer van Toni Kroos
- Anna Rüh (1993), atlete (discuswerpster)

### Overigen
- Johannes Bugenhagen (Wollin, 24 juni 1485 - Wittenberg, 20 april 1558), theoloog en luthers kerkhervormer, studeerde te Greifswald
- Thomas Thorild (* 18 april 1759 in Svarteborg, Bohuslän; † 1 oktober 1808 in Greifswald), Zweeds schrijver en dichter
- Ernst Moritz Arndt (Rügen, 26 december 1769 – Bonn, 29 januari 1860), schrijver, historicus en vrijheidsstrijder; was aan de Universiteit Greifswald enige jaren hoogleraar in de geschiedenis
- Manfred Stolpe (Stettin, 16 mei 1936 – Potsdam, 29 december 2019) SPD-politicus, bracht zijn jeugd door te Greifswald

## Afbeeldingen

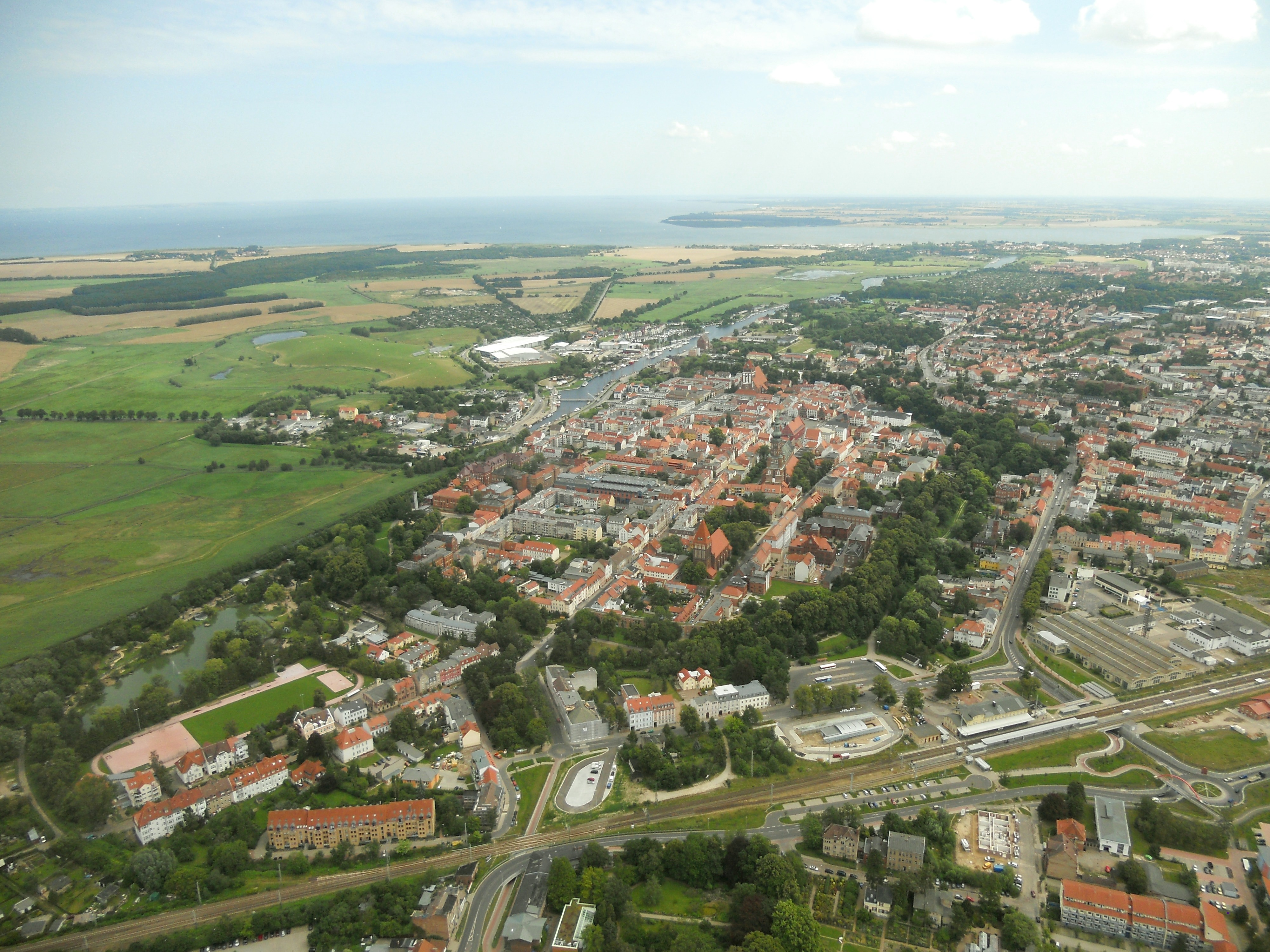
Luchtfoto van de stad, genomen in juli 2012
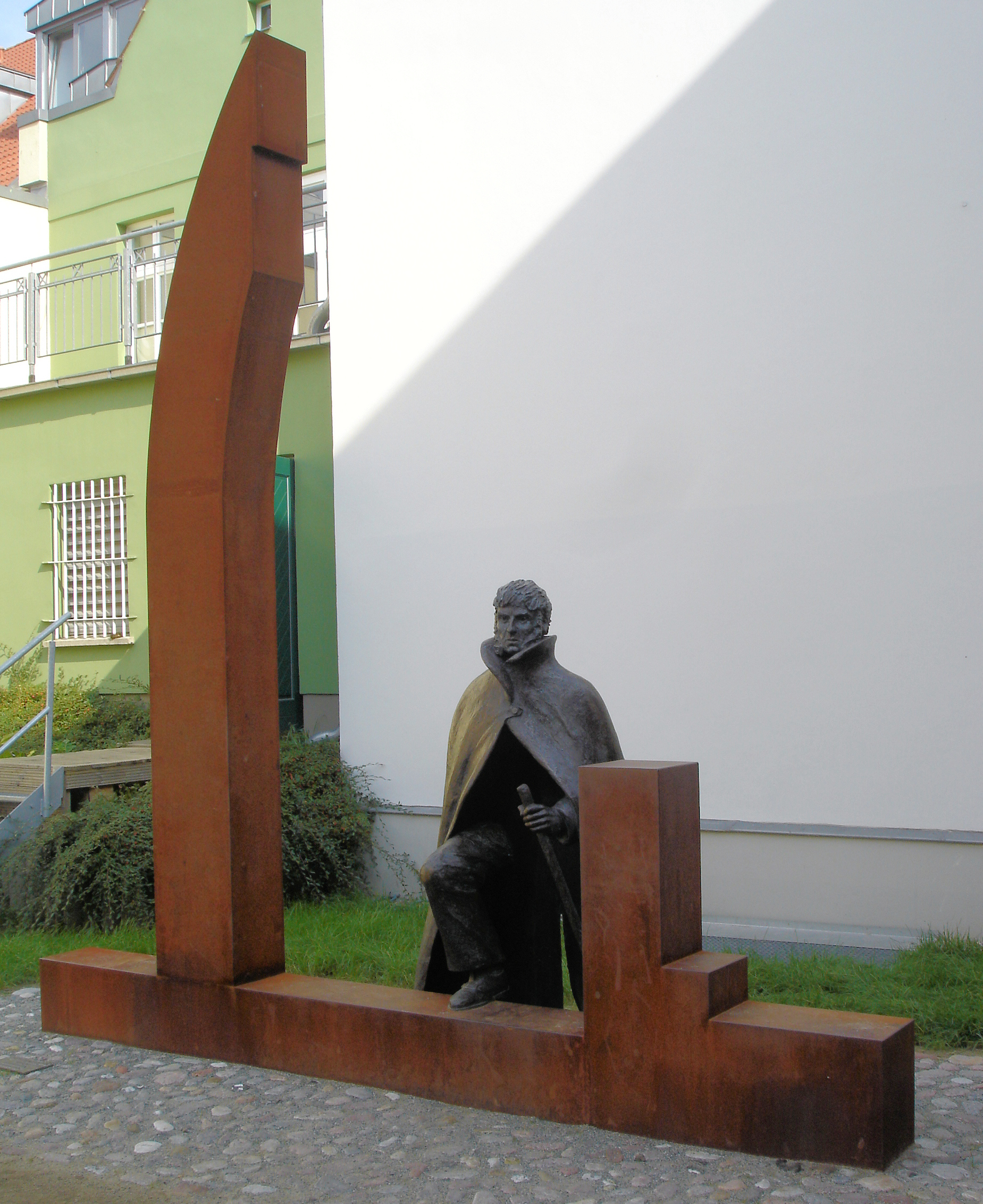
Monument voor Caspar David Friedrich
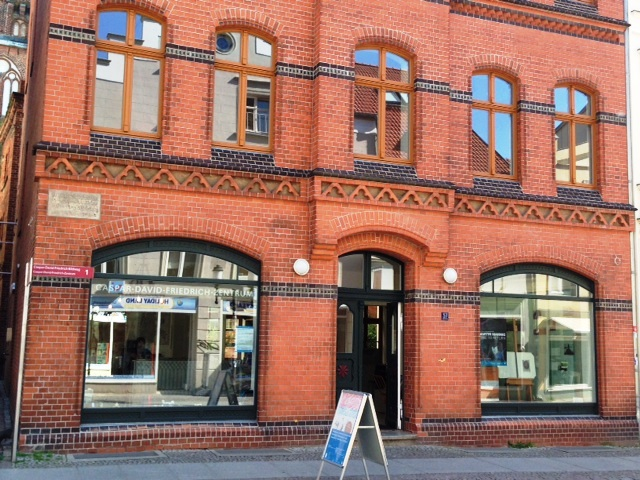
Caspar-David-Friedrich-Zentrum, Greifswald, Lange Straße 57 (2014)
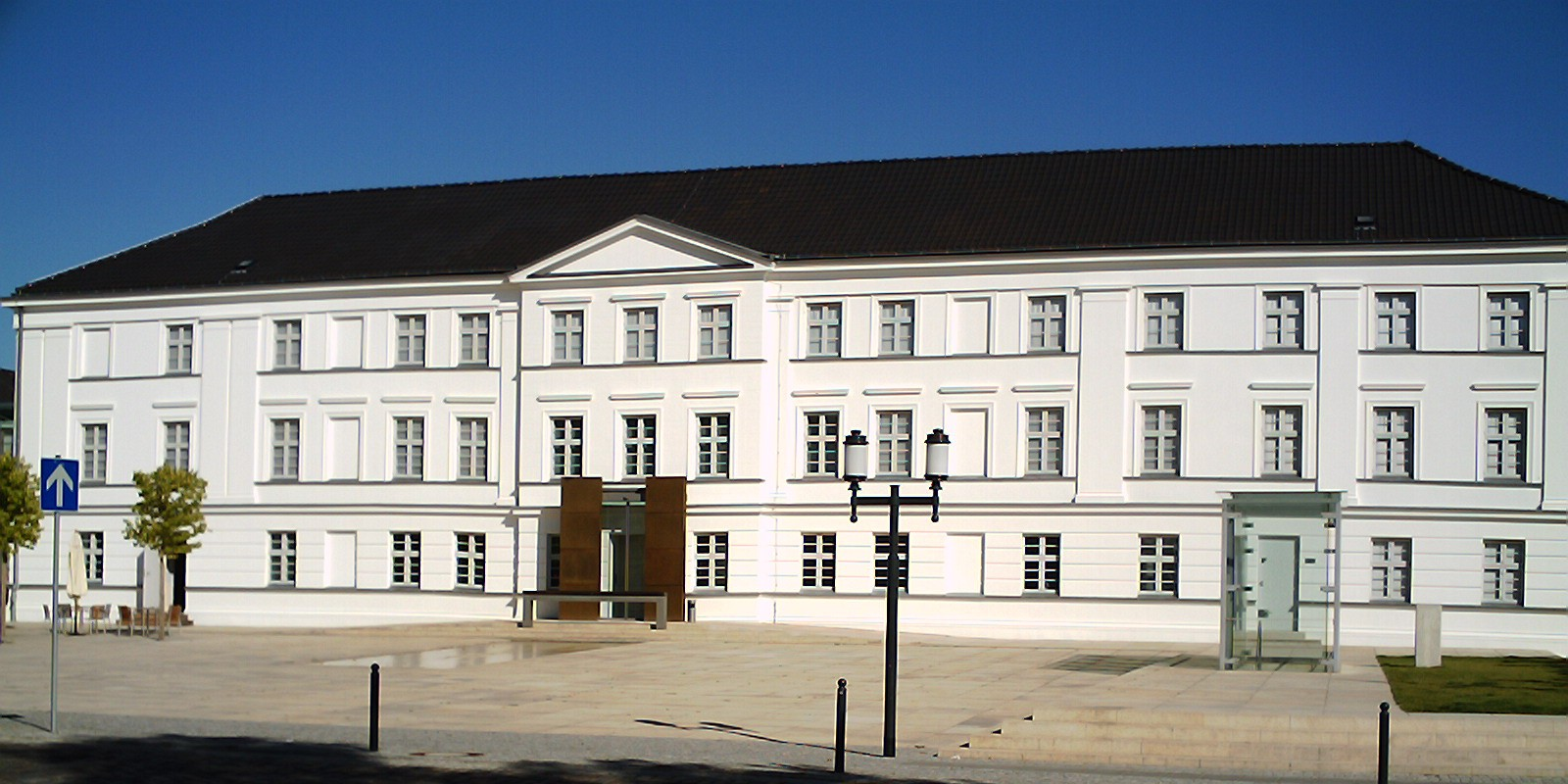
Hoofdgebouw Pommersches Landesmuseum
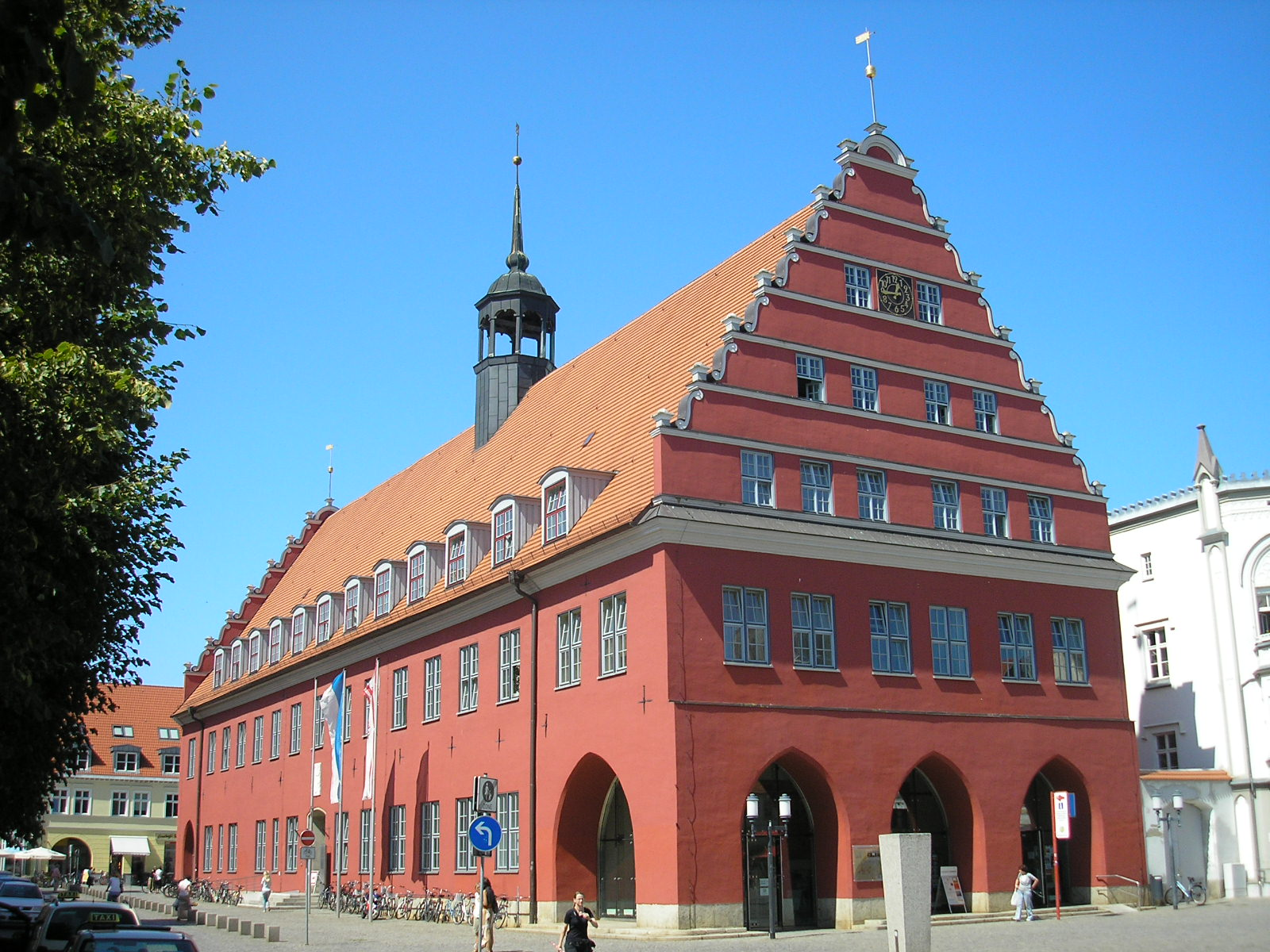
Stadhuis (Rathaus)
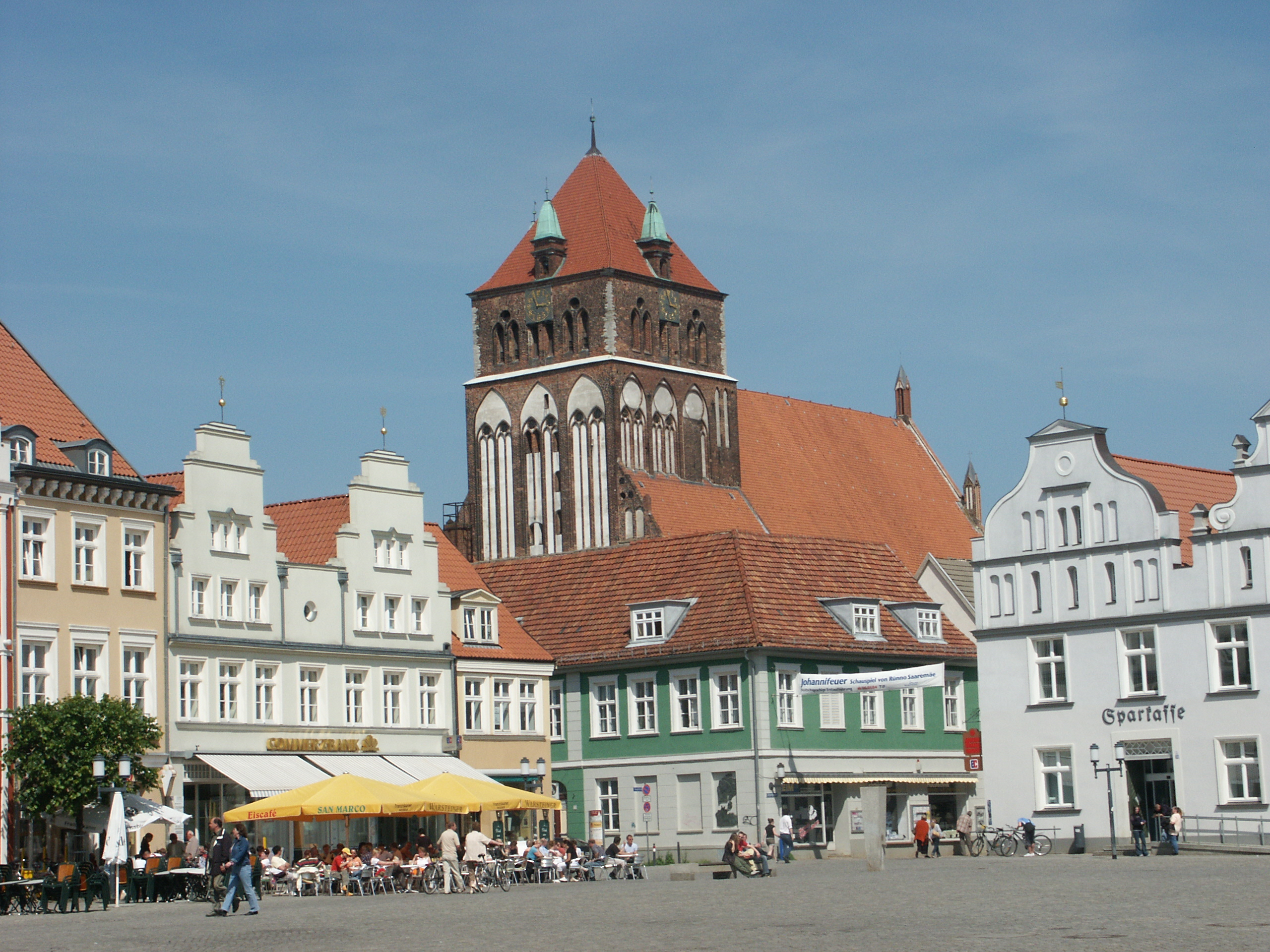
Toren van de Mariakerk te Greifswald
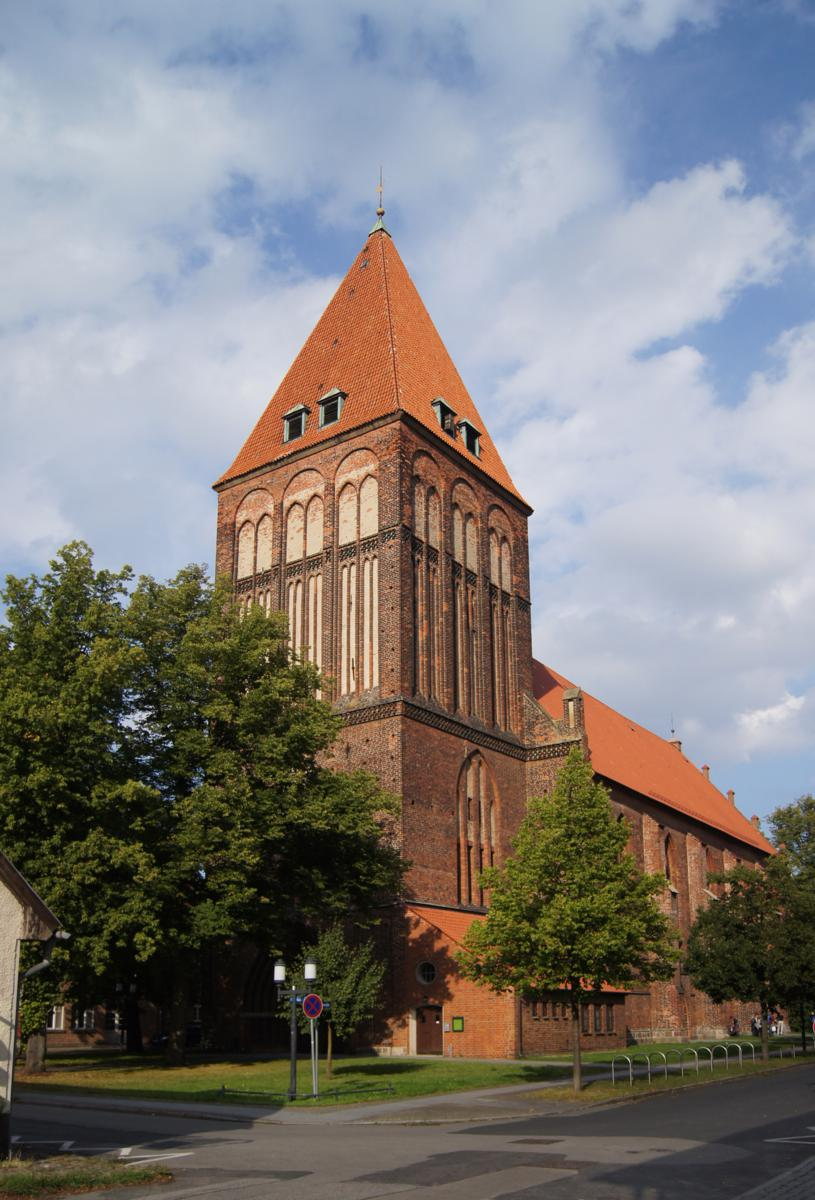
De Jacobikerk te Greifswald
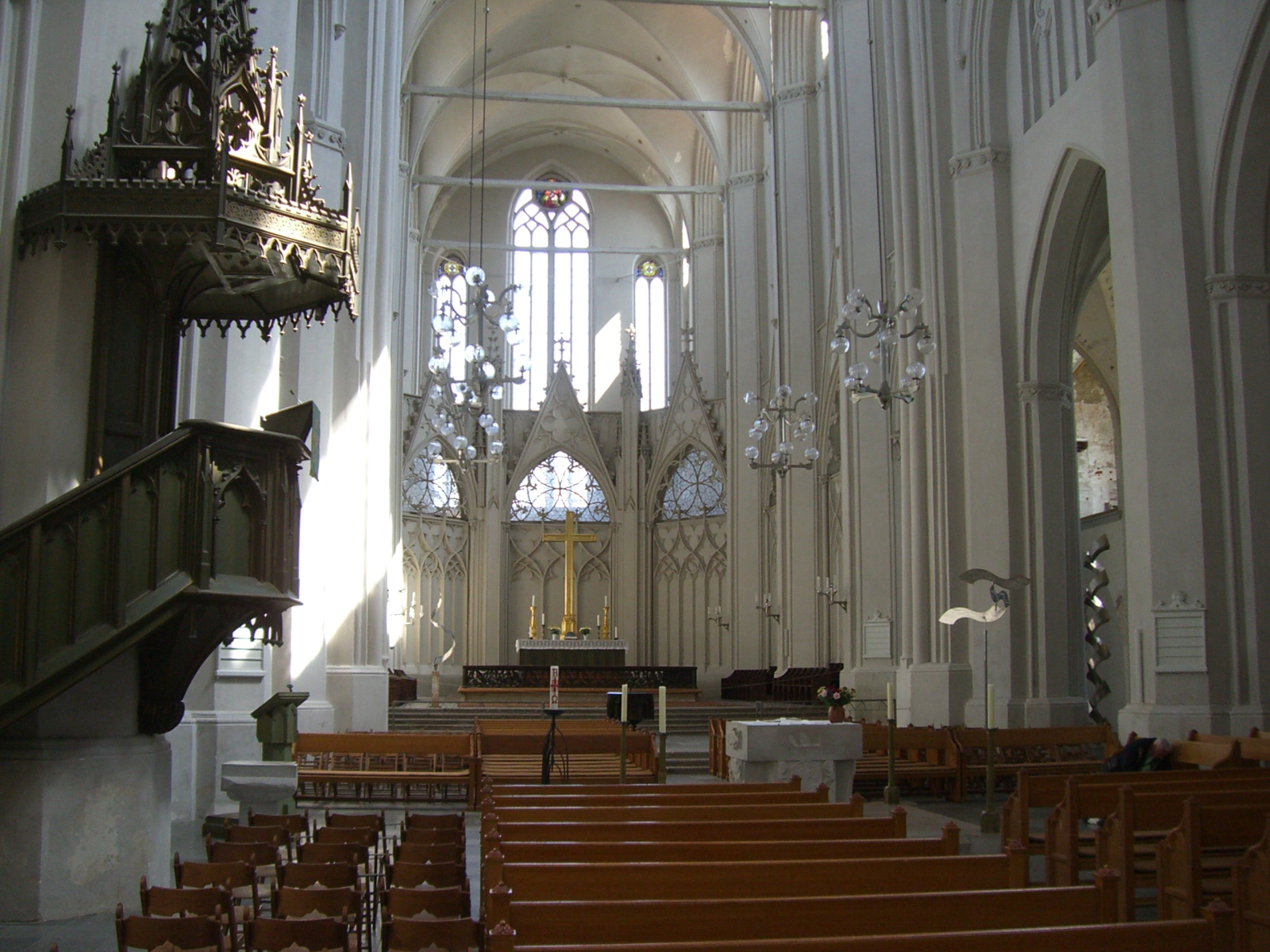
Interieur van de Dom van Greifswald
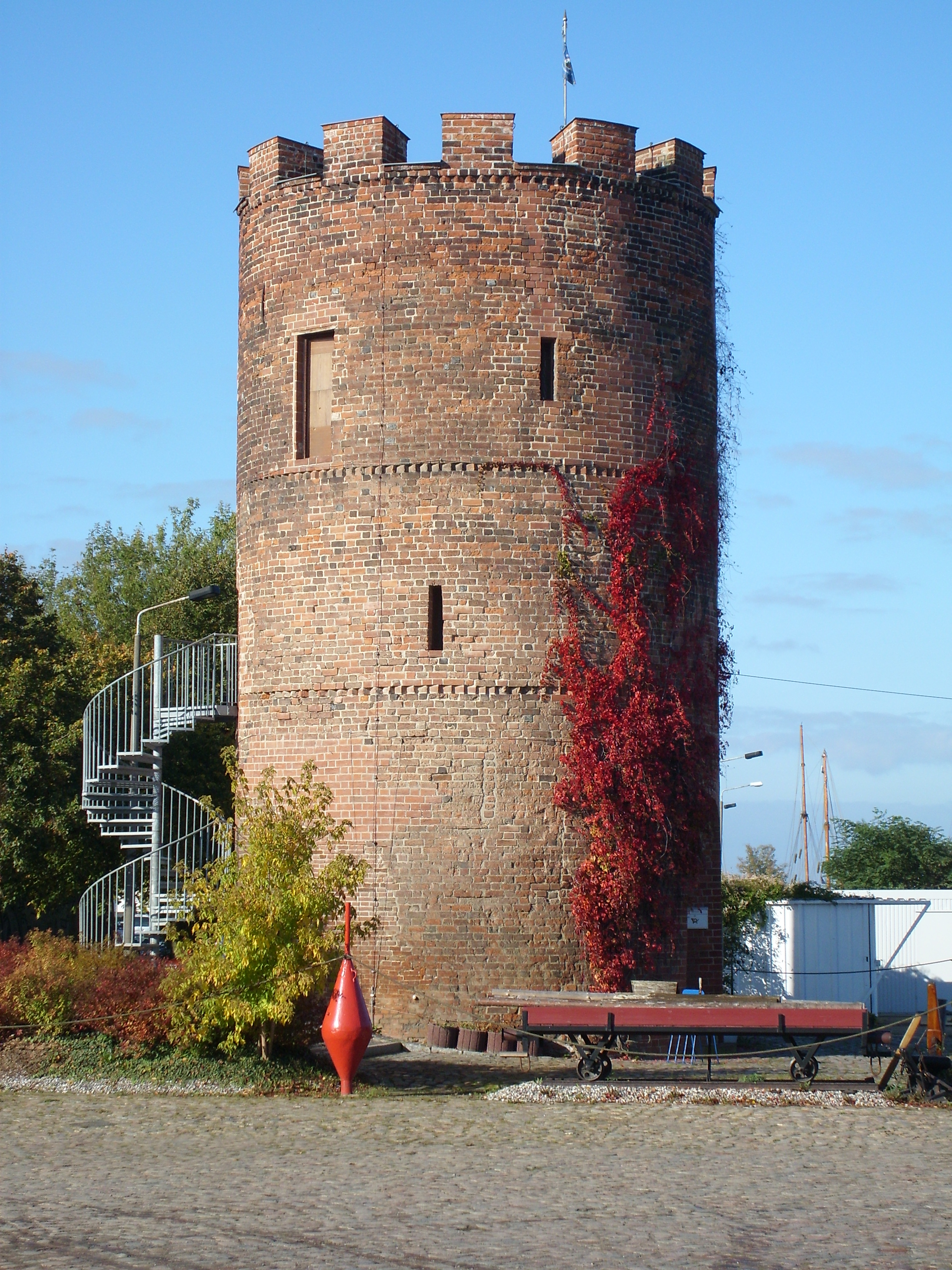
De 13e-eeuwse stadstoren Fangenturm (Gevangentoren), deel van de middeleeuwse verdedigingswerken
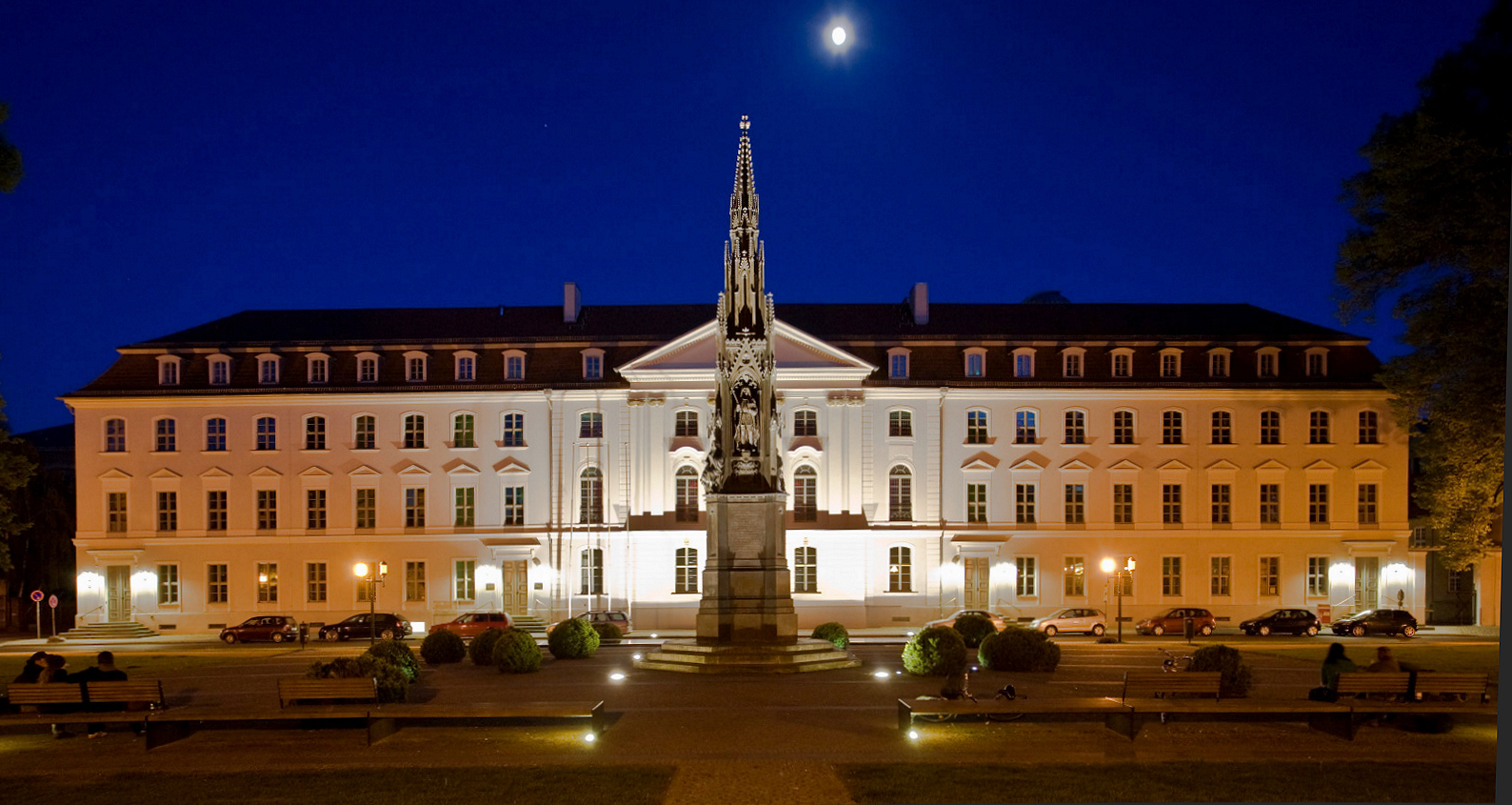
Universiteit Greifswald (1)
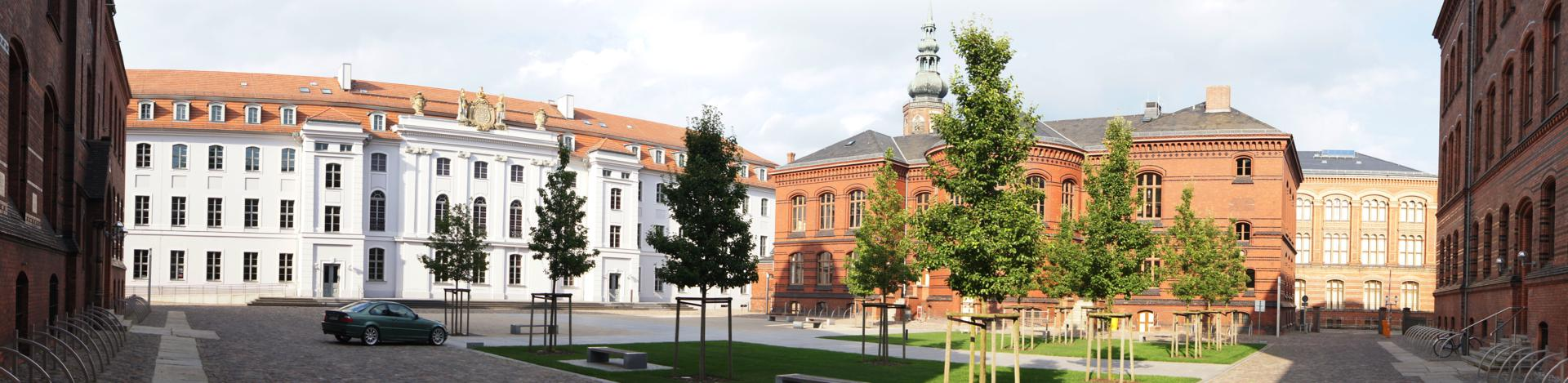
Universiteit Greifswald (2)
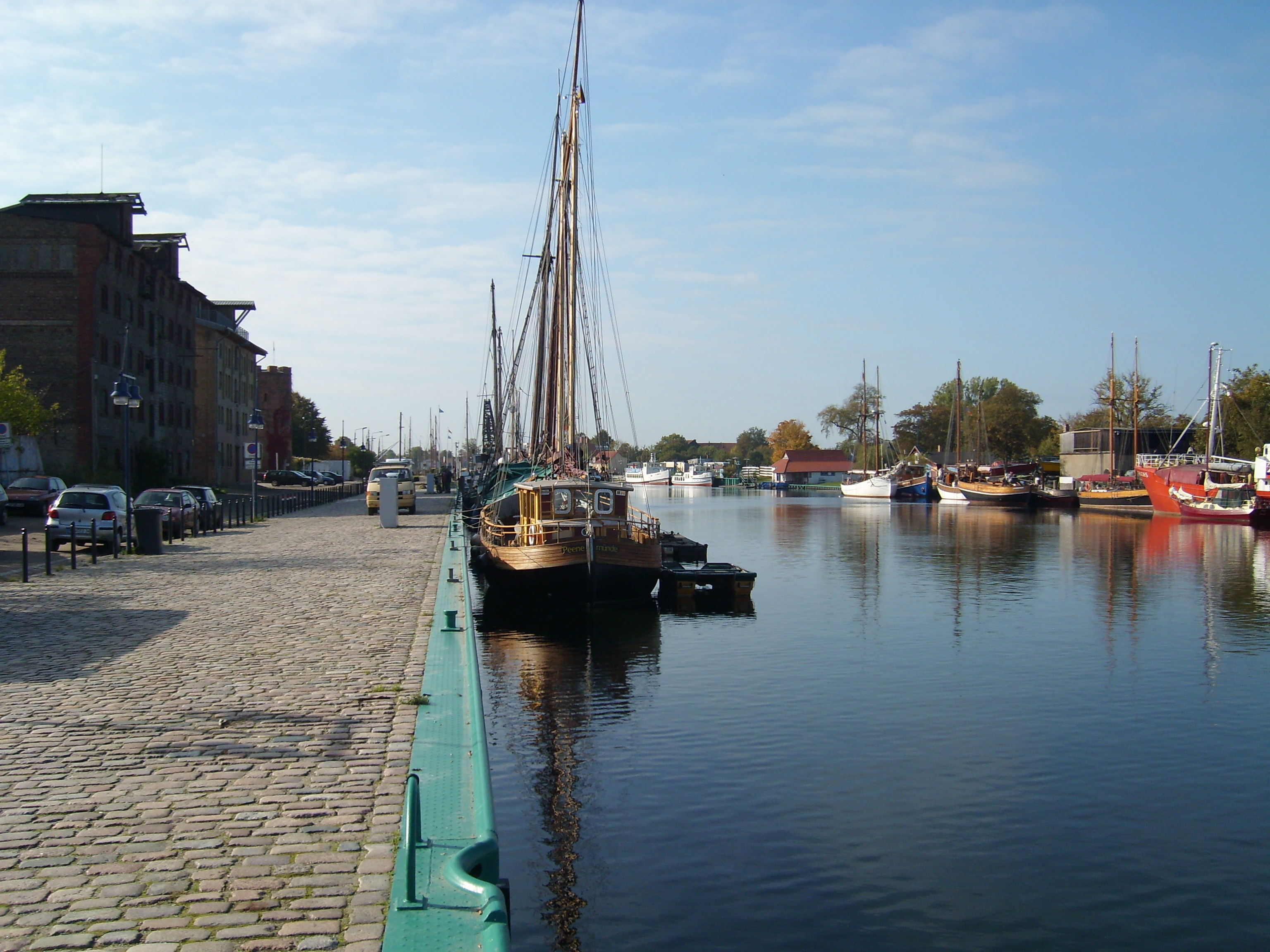
Museumhaven aan de rivier Ryck
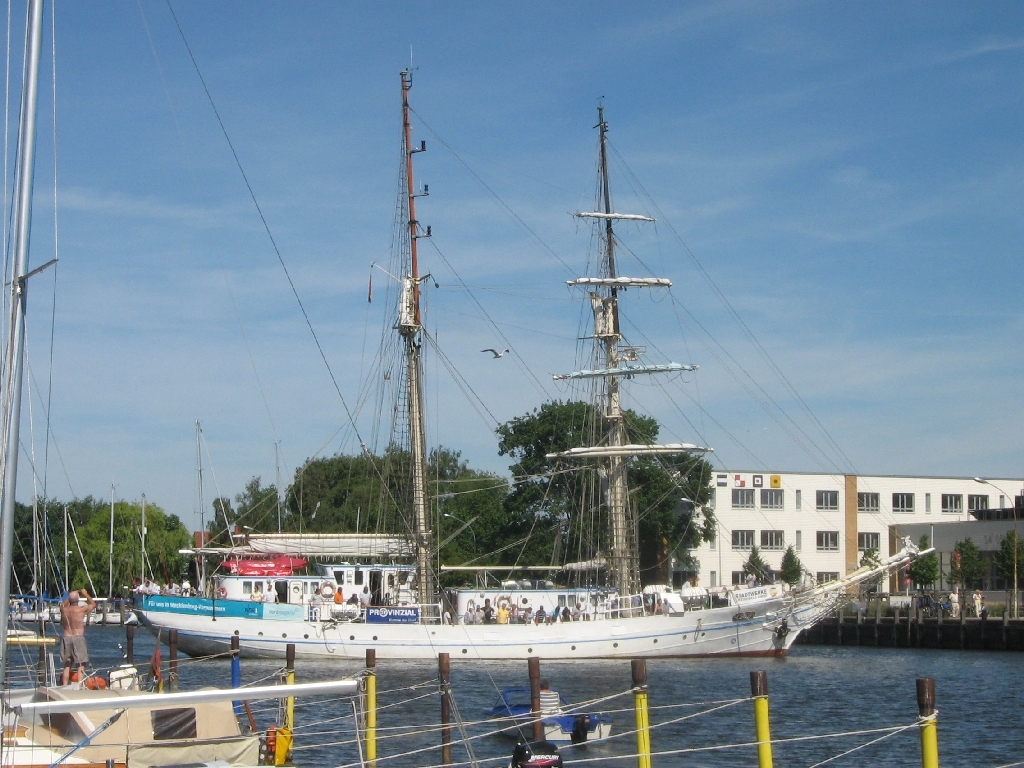
De brigantijn Greif (bouwjaar: 1951) in de haven van Greifswald
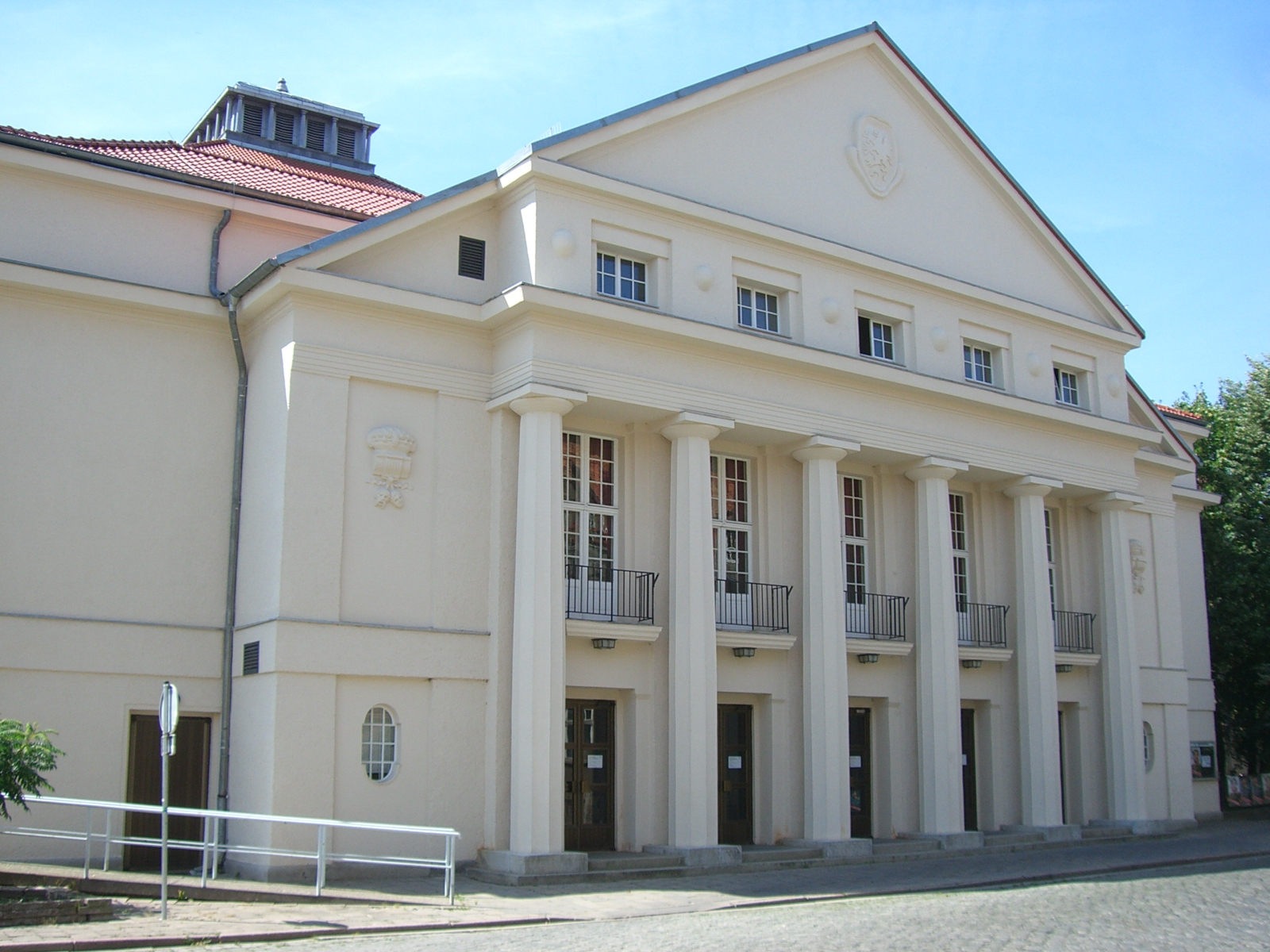
Schouwburg (Theaterhaus)
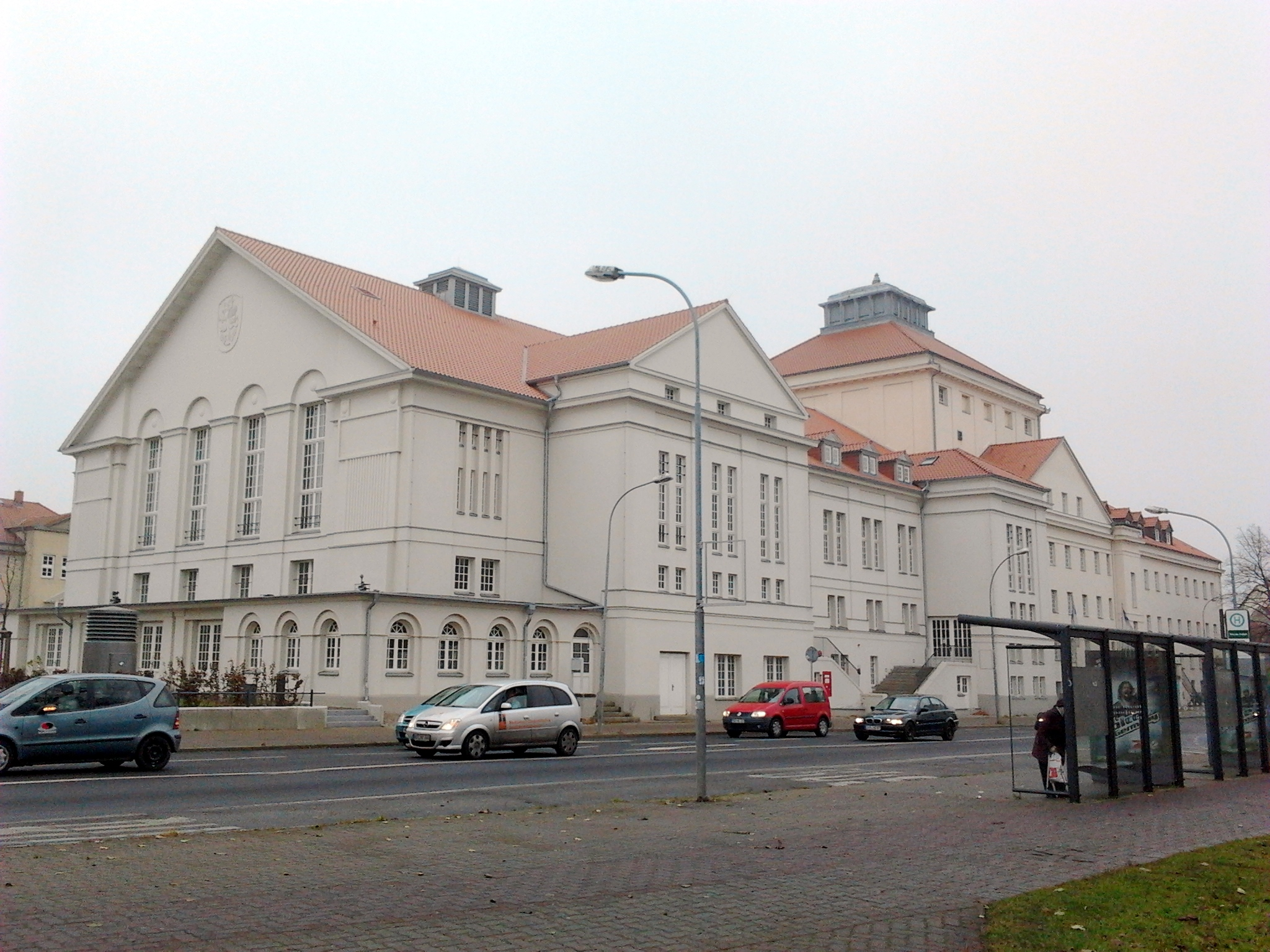
Stadthalle (concert- en evenementengebouw; bouwjaar 1915)
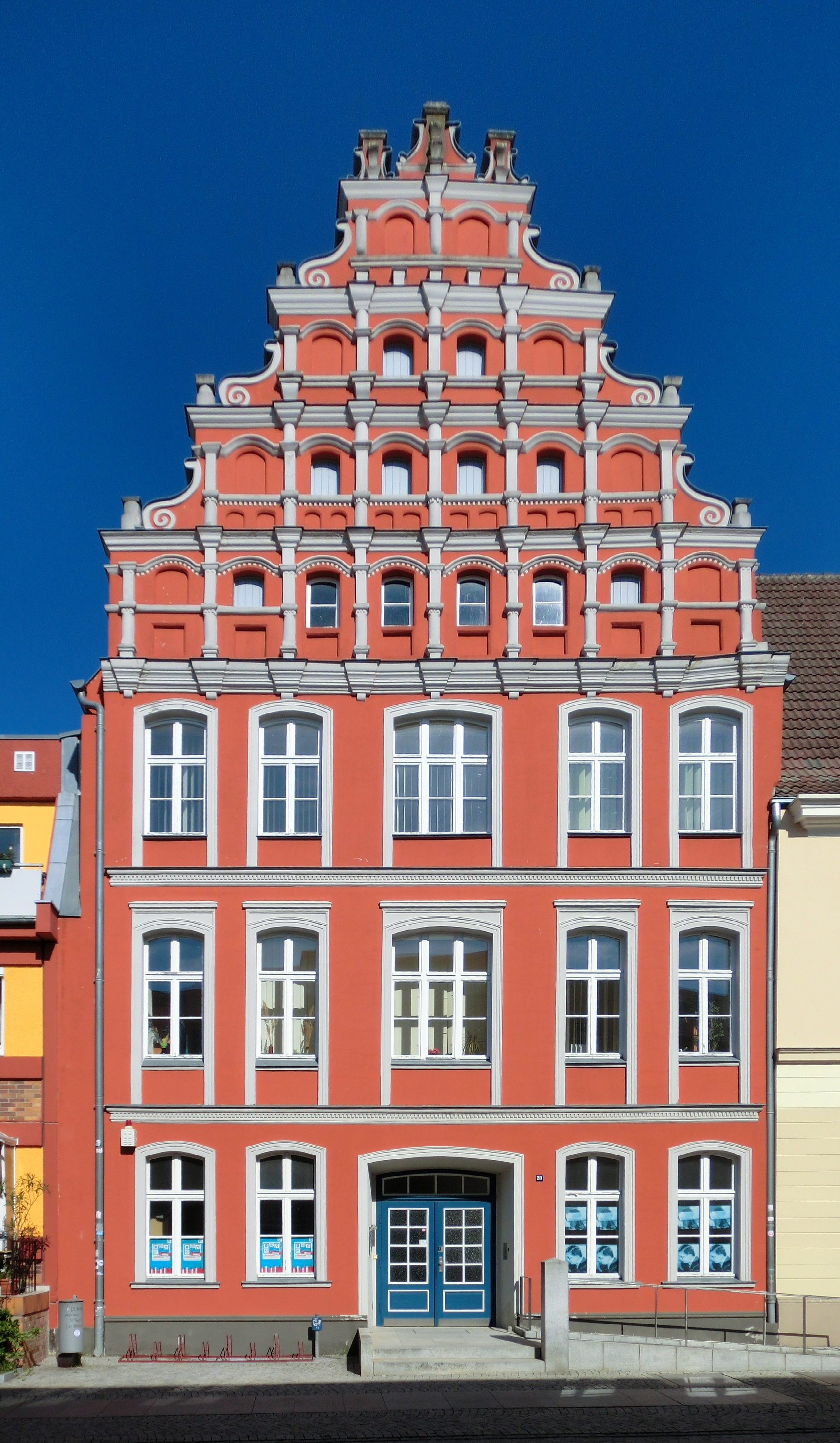
Stadsbibliotheek aan de Knopfstraße
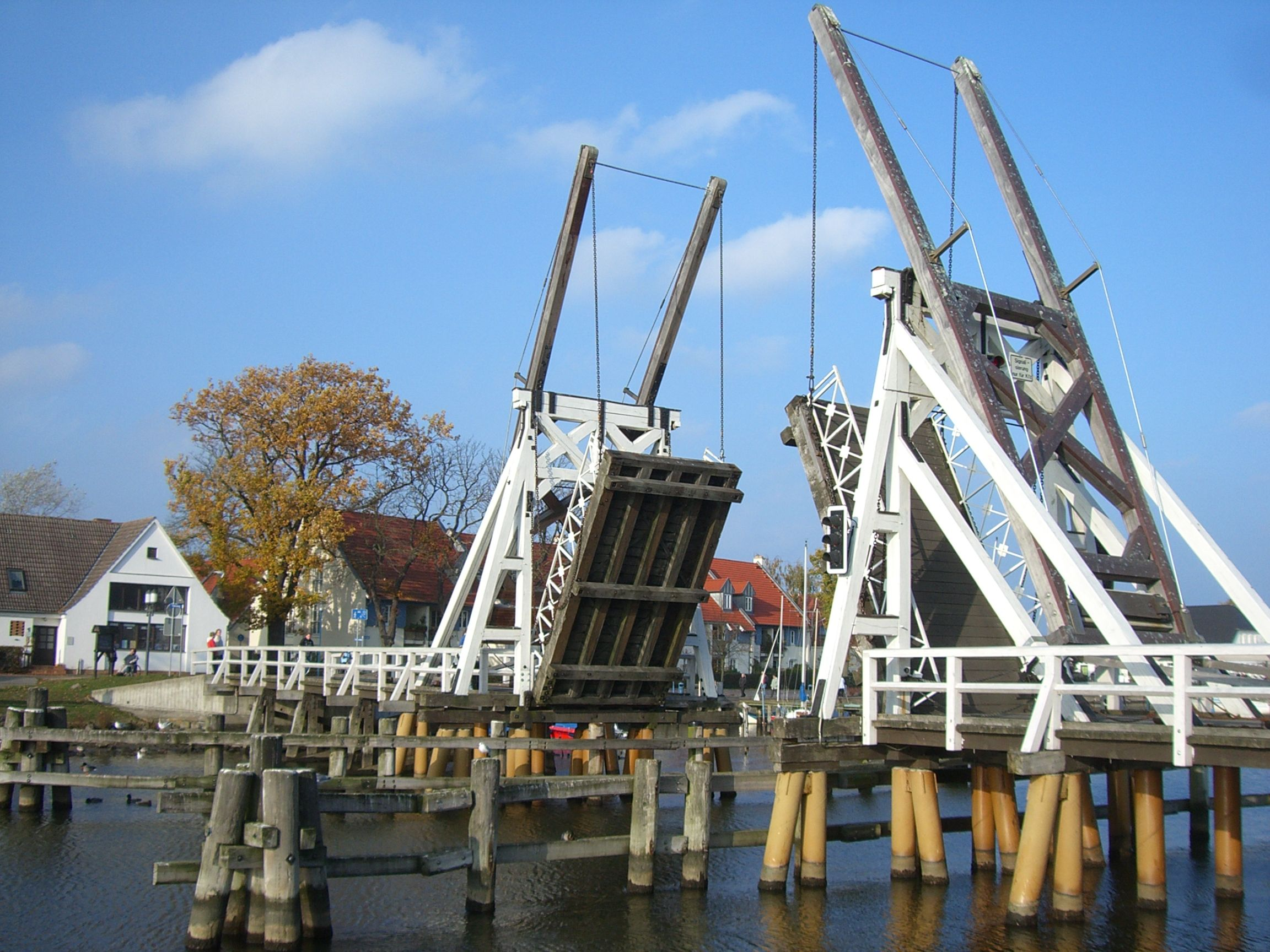
Ophaalbrug in stadsdeel Wieck
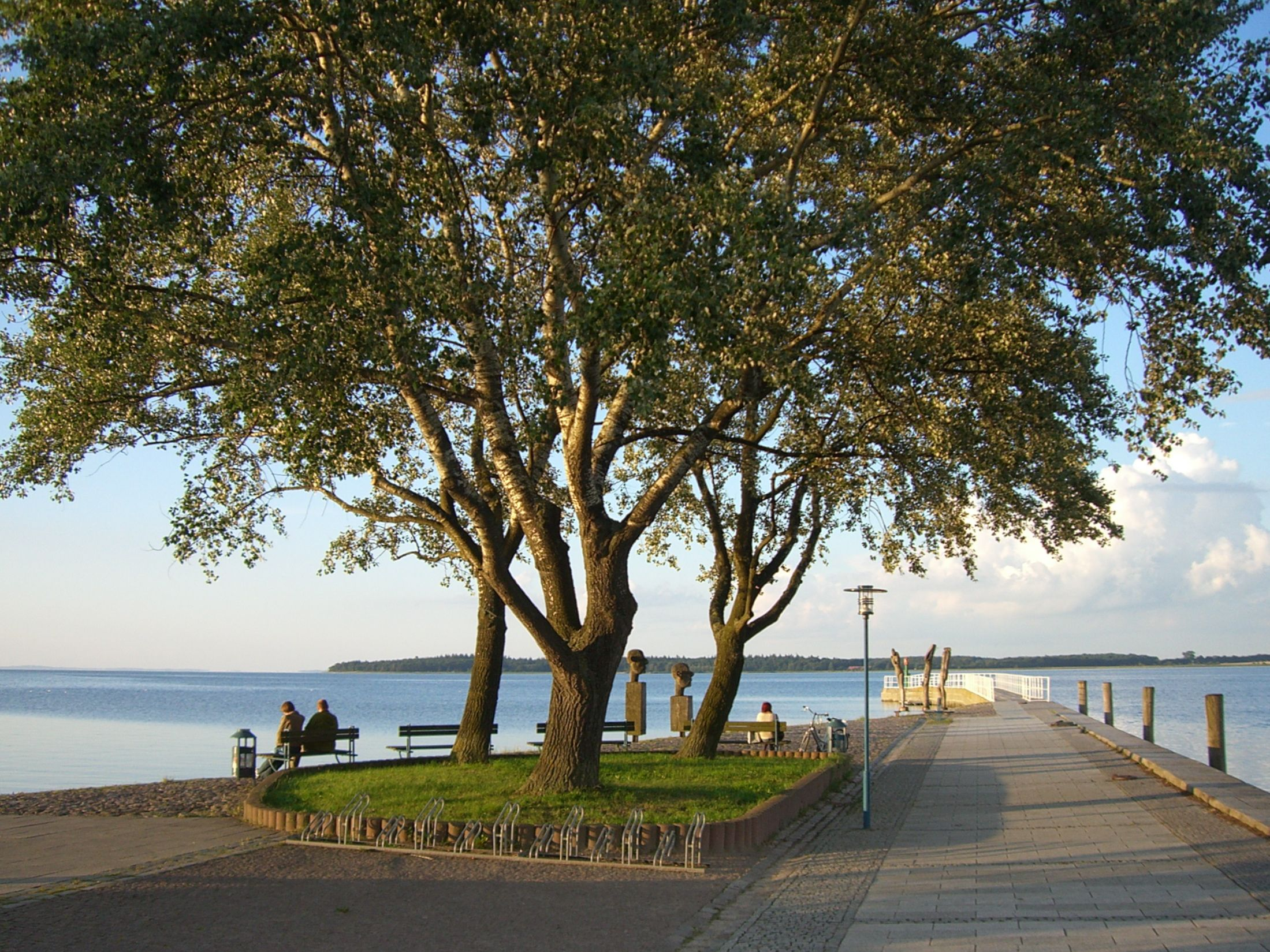
Havenpier bij Wieck, waar de Ryck uitmondt in de Greifswalder Bodden, een baai van de Oostzee
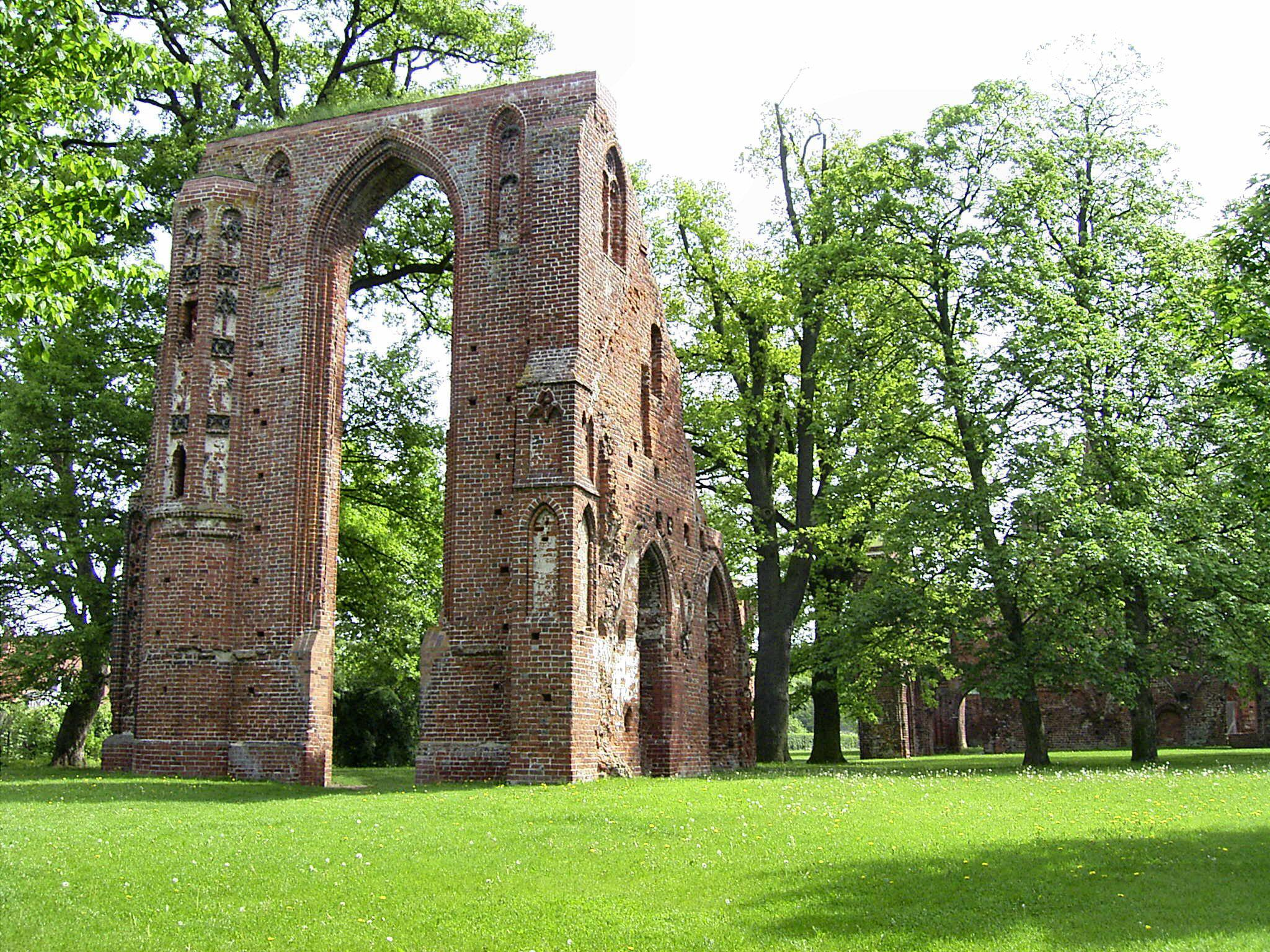
Kloosterruïne Eldena
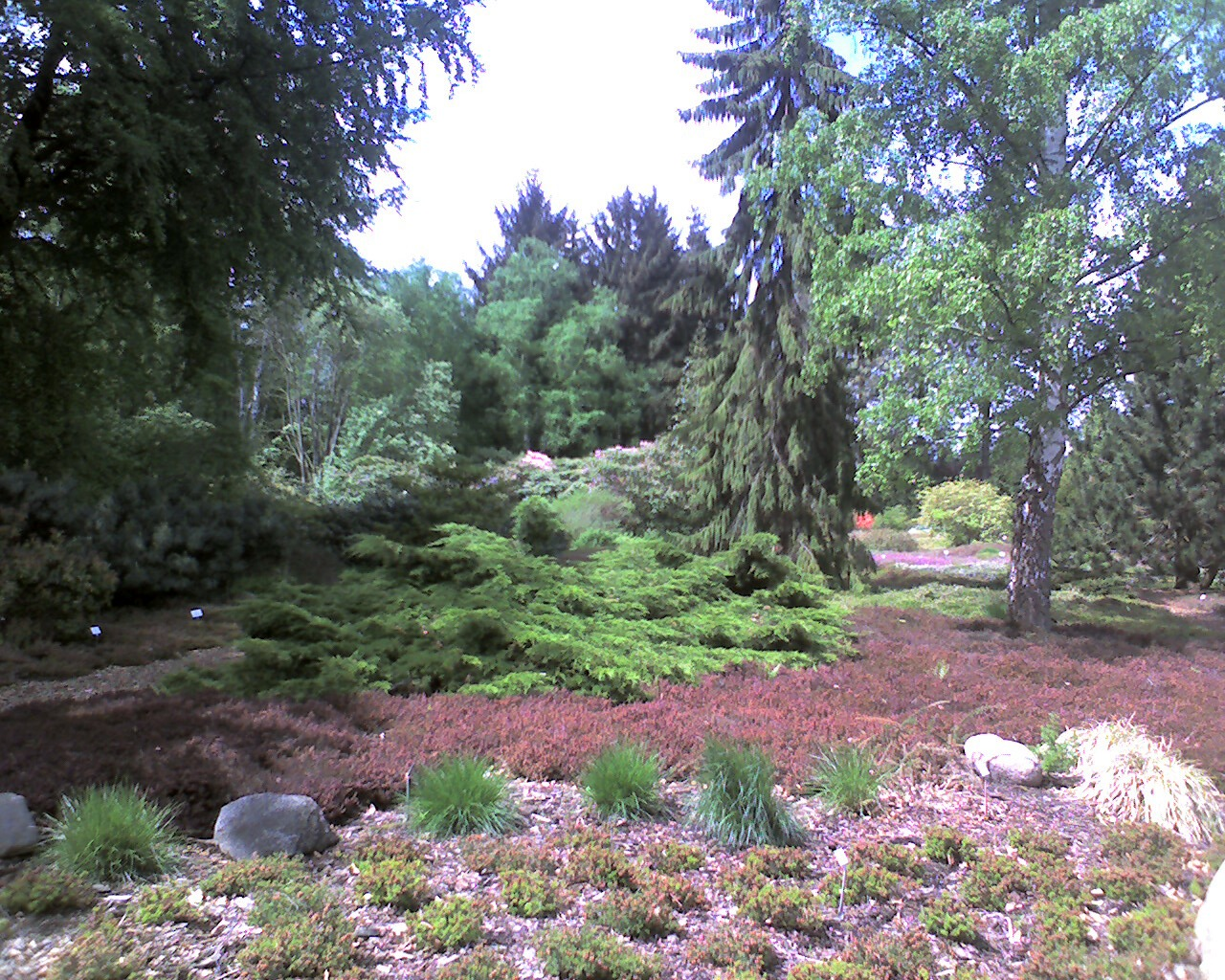
Arboretum, onderdeel van de botanische tuin